# Hendaye
Hendaye (/ɑ̃.daj/ ; en basque : Hendaia) est une commune du Pays basque français, dans le département des Pyrénées-Atlantiques, en région Nouvelle-Aquitaine. Elle est à la pointe sud-ouest de la France et la dernière ville côtière avant l'Espagne.
Les habitants sont appelés les Hendayais (ou Hendaiar en basque).

## Géographie

### Localisation

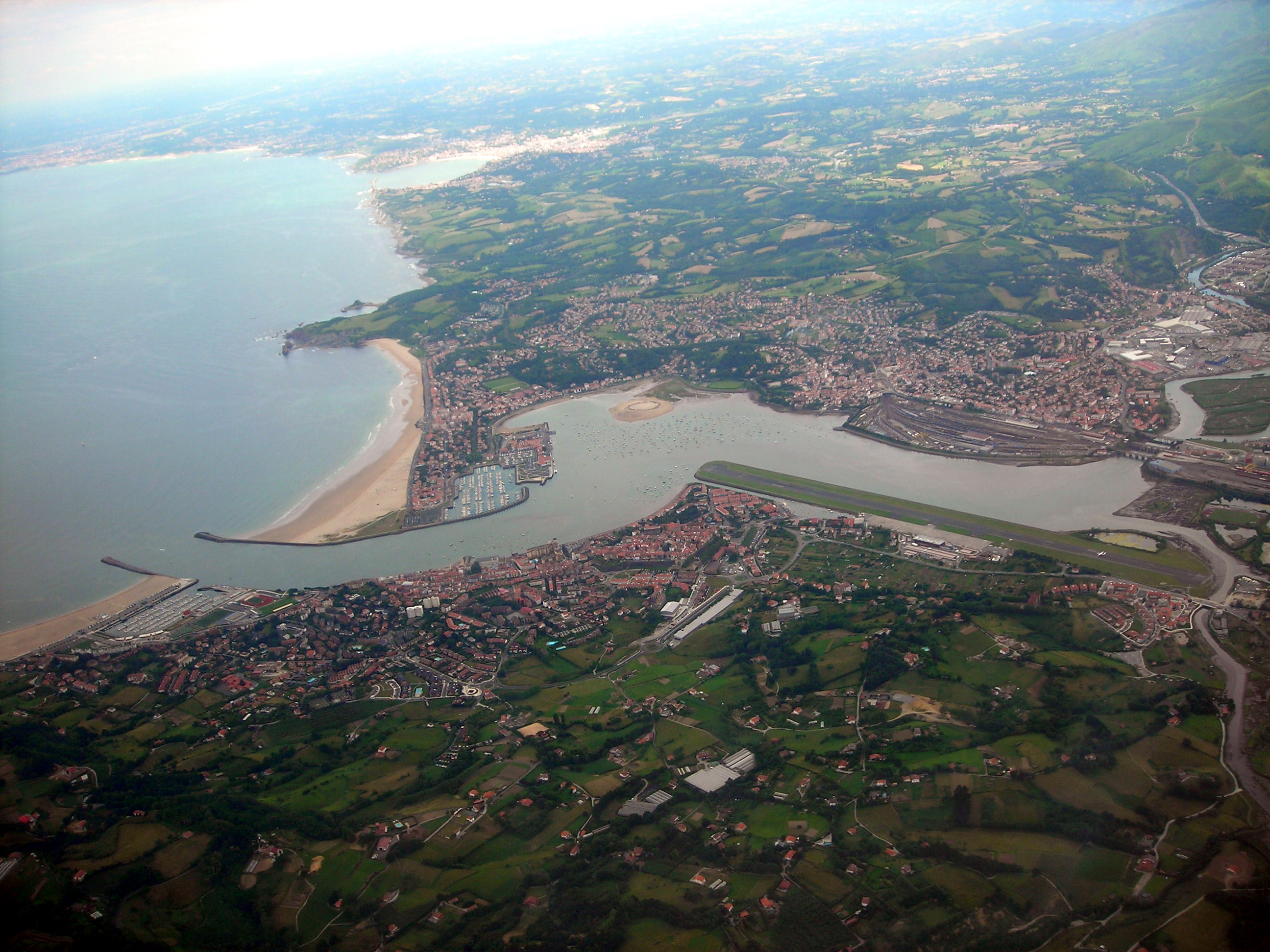
Hendaye et sa plage le long de la baie de Txingudi.

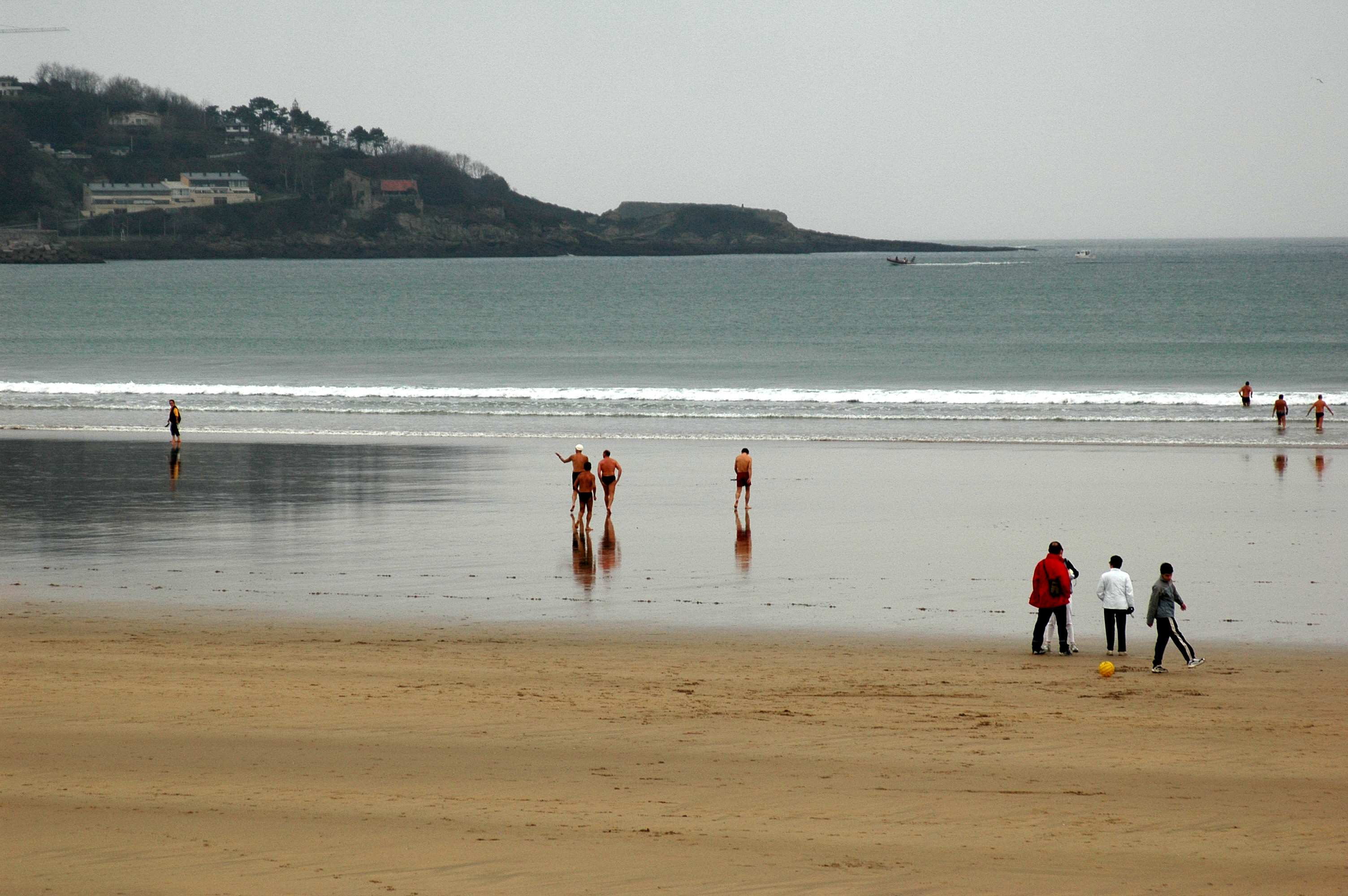
Baigneurs en janvier.

La commune fait partie d'une ancienne province du Pays basque, le Labourd, et est située à frontière franco-espagnole et au point de passage principal entre les deux pays dans l'ouest des Pyrénées.
Elle fait partie de l'aire d'attraction d'Hendaye et de l'unité urbaine de Bayonne, deuxième unité urbaine de Nouvelle-Aquitaine après celle de la capitale régionale, Bordeaux. Elle fait également partie de l'aire urbaine transfrontalière d'Irun-Hendaye, cas unique en Nouvelle-Aquitaine de deux aires urbaines accolées. Elle est aussi appelée de conurbation Bayonne-Saint-Sébastien.
Sa limite au nord, s'ouvrant sur la Côte d'Argent de l'Atlantique, est bordée par la baie du Figuier et la baie de Lohia dans le golfe de Gascogne. Elle est baignée à l'ouest par la baie de Txingudi (estuaire de la Bidassoa), qui la sépare de l'Espagne (comarque de Basse Bidassoa : Irun et Fontarrabie).
A Hendaye se trouvent la plus longue plage de la Côte basque (3,5 km), le château d'Abbadia et le domaine du même nom.
C'est également un port de pêche.

### Communes limitrophes

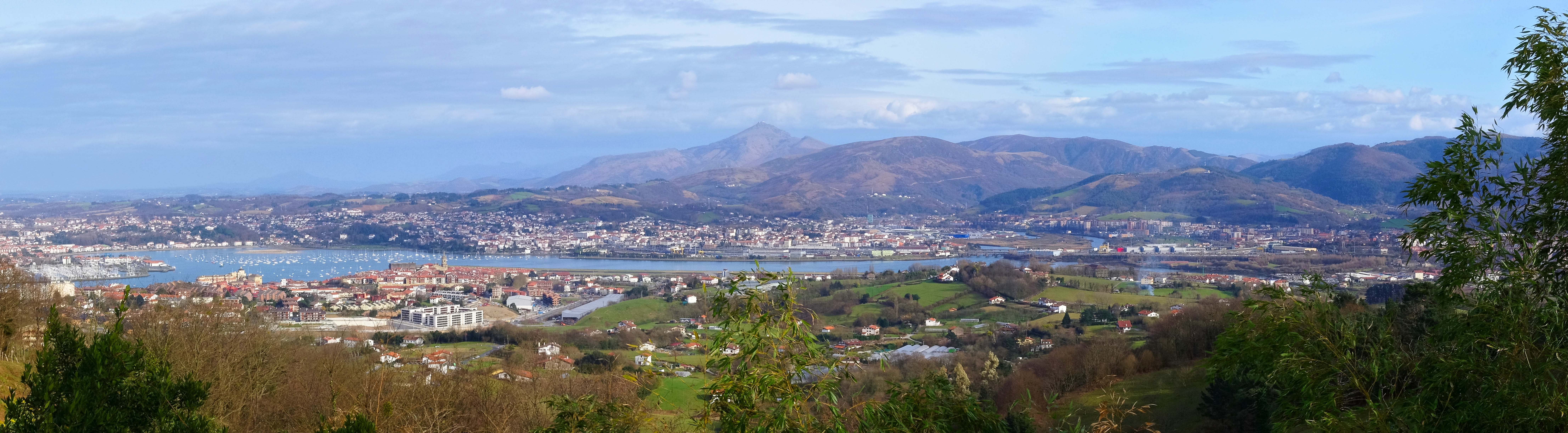
La baie de Txingudi et la Rhune en arrière-plan, depuis l’ermitage de Guadalupe (Esp.).

Les communes limitrophes sont Urrugne, Irun et Fontarrabie.
|                       | Golfe de Gascogne |         |
| Fontarrabie (Espagne) | Hendaye           | Urrugne |
|                       | Irun (Espagne)    |         |

### Hydrographie

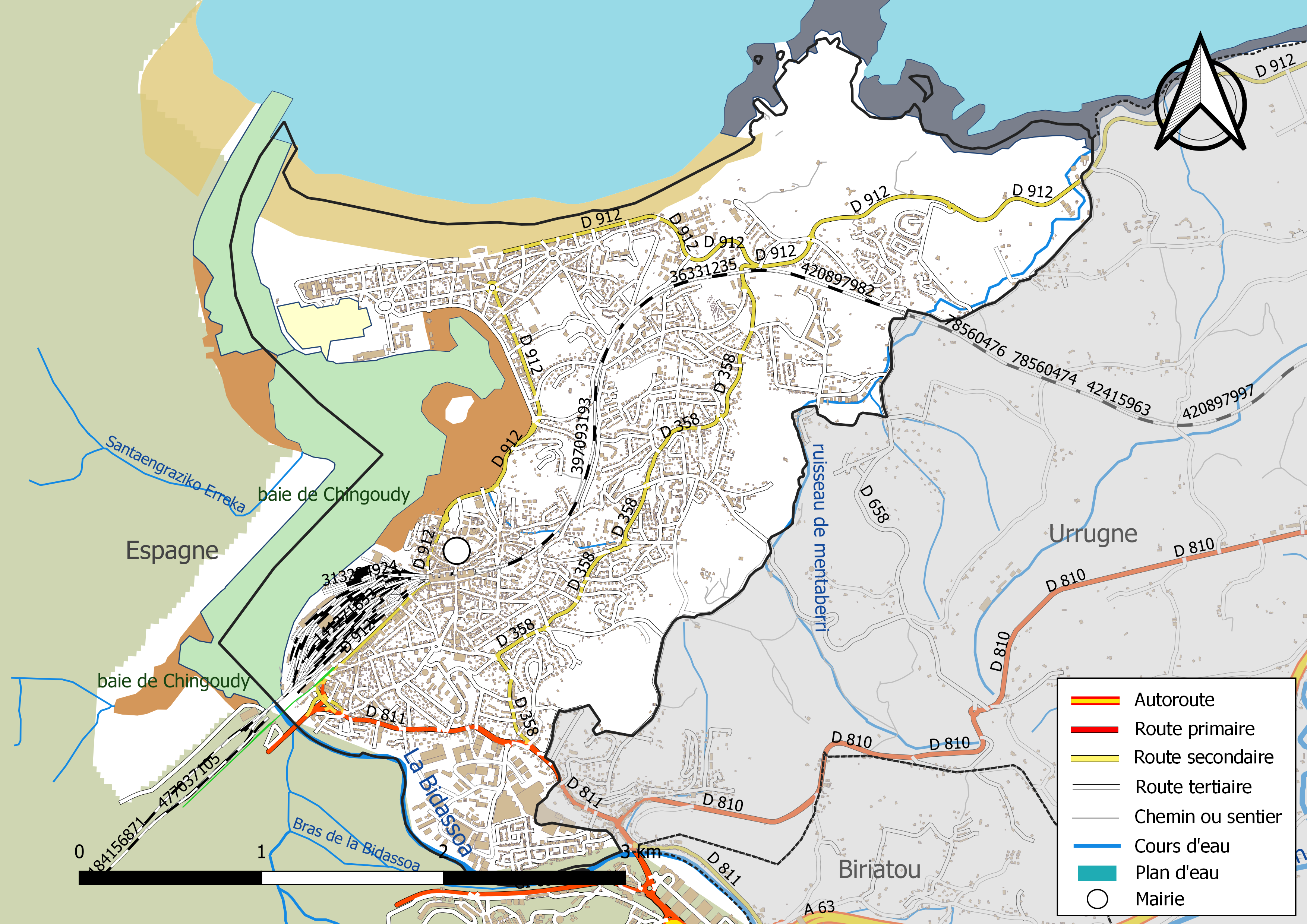
Réseaux hydrographique et routier d'Hendaye.

La commune est drainée par la Bidassoa, un bras de la Bidassoa et par divers petits cours d'eau, constituant un réseau hydrographique de 5 km de longueur totale,.
La Bidassoa, d'une longueur totale de 24,4 km, est un fleuve côtier torrentiel qui prend sa source en Espagne à Erratzu en communauté forale de Navarre et se jette dans la baie de Chingoudy entre Hendaye et Fontarrabie, dans le golfe de Gascogne, près du Cap du Figuier.

### Climat
Pour des articles plus généraux, voir Climat de la Nouvelle-Aquitaine et Climat des Pyrénées-Atlantiques.
Historiquement, la commune est exposée à un micro climat océanique basque.  
En 2020, Météo-France publie une typologie des climats de la France métropolitaine dans laquelle la commune est exposée à un climat de montagne et est dans la région climatique Pyrénées atlantiques, caractérisée par une pluviométrie élevée (>1 200 mm/an) en toutes saisons, des hivers très doux (7,5 °C en plaine) et des vents faibles.
Pour la période 1971-2000, la température annuelle moyenne est de 14,3 °C, avec une amplitude thermique annuelle de 11,1 °C. Le cumul annuel moyen de précipitations est de 1 541 mm, avec 13,3 jours de précipitations en janvier et 8,8 jours en juillet. Pour la période 1991-2020, la température moyenne annuelle observée sur la station météorologique la plus proche, située sur la commune de Ciboure à 9 km à vol d'oiseau, est de 15,0 °C et le cumul annuel moyen de précipitations est de 1 521,3 mm,. Pour l'avenir, les paramètres climatiques de la commune estimés pour 2050 selon différents scénarios d’émission de gaz à effet de serre sont consultables sur un site dédié publié par Météo-France en novembre 2022.

## Urbanisme

### Typologie
Au 1er janvier 2025, Hendaye est catégorisée grand centre urbain, selon la nouvelle grille communale de densité à sept niveaux définie par l'Insee en 2022.
Elle appartient à l'unité urbaine de Bayonne (partie française), une agglomération internationale regroupant 28  communes, dont elle est une commune de la banlieue,,. Par ailleurs la commune fait partie de l'aire d'attraction d'Hendaye (partie française), dont elle est la commune-centre,. Cette aire, qui regroupe 3 communes, est catégorisée dans les aires de moins de 50 000 habitants,.
La commune, bordée par l'océan Atlantique, est également une commune littorale au sens de la loi du 3 janvier 1986, dite loi littoral. Des dispositions spécifiques d’urbanisme s’y appliquent dès lors afin de préserver les espaces naturels, les sites, les paysages et l’équilibre écologique du littoral, tel le principe d'inconstructibilité, en dehors des espaces urbanisés, sur la bande littorale des 100 mètres, ou plus si le plan local d’urbanisme le prévoit.

### Occupation des sols

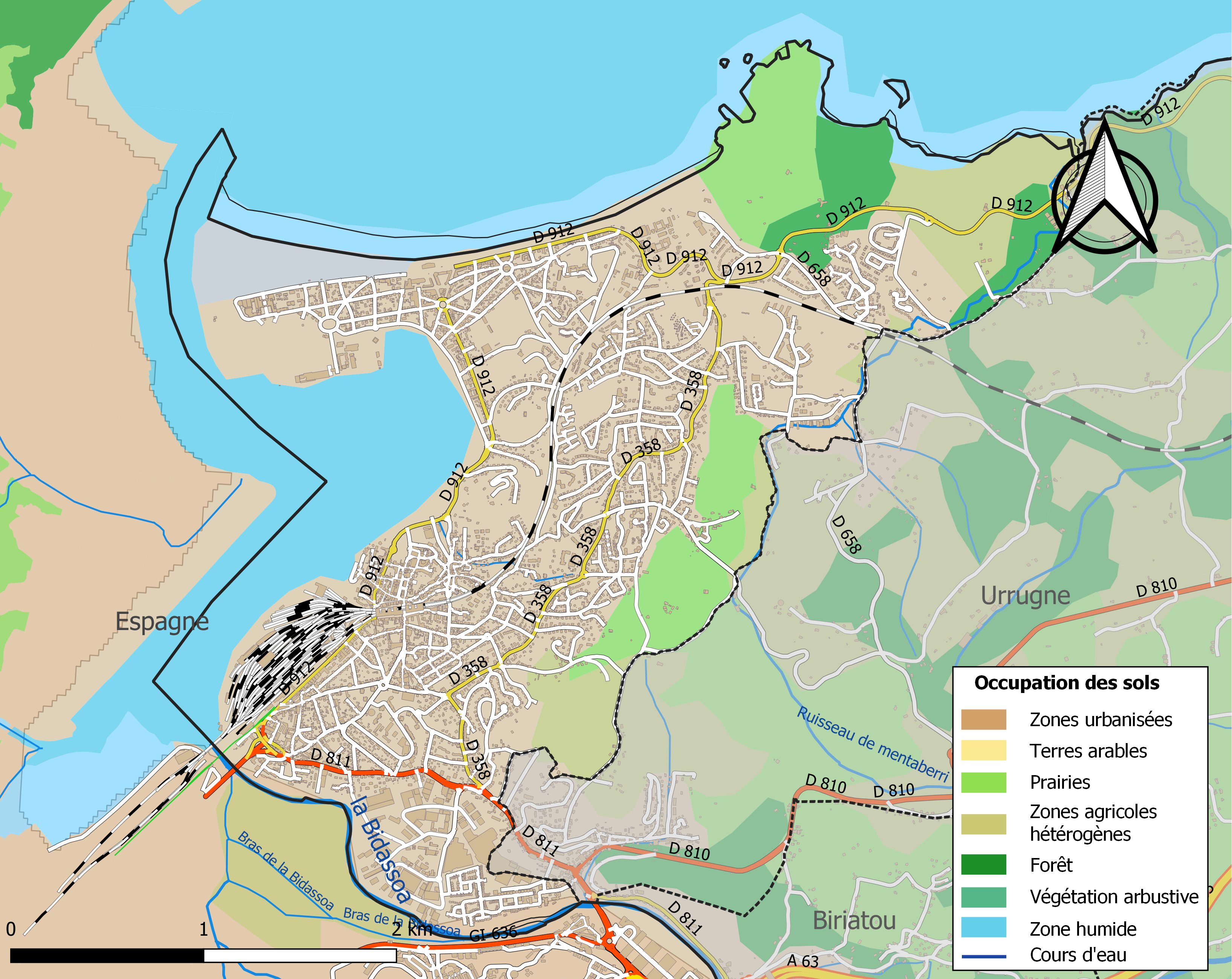
Carte des infrastructures et de l'occupation des sols de la commune en 2018 (CLC).

L'occupation des sols de la commune, telle qu'elle ressort de la base de données européenne d’occupation biophysique des sols Corine Land Cover (CLC), est marquée par l'importance des territoires artificialisés (61 % en 2018), en augmentation par rapport à 1990 (52,5 %). La répartition détaillée en 2018 est la suivante : 
zones urbanisées (47 %), eaux maritimes (13,5 %), zones industrielles ou commerciales et réseaux de communication (10,7 %), prairies (8,7 %), zones agricoles hétérogènes (7,6 %), forêts (4,1 %), zones humides côtières (3,7 %), espaces verts artificialisés, non agricoles (3,3 %), espaces ouverts, sans ou avec peu de végétation (1,5 %). L'évolution de l’occupation des sols de la commune et de ses infrastructures peut être observée sur les différentes représentations cartographiques du territoire : la carte de Cassini (XVIIIe siècle), la carte d'état-major (1820-1866) et les cartes ou photos aériennes de l'IGN pour la période actuelle (1950 à aujourd'hui).

### Quartiers

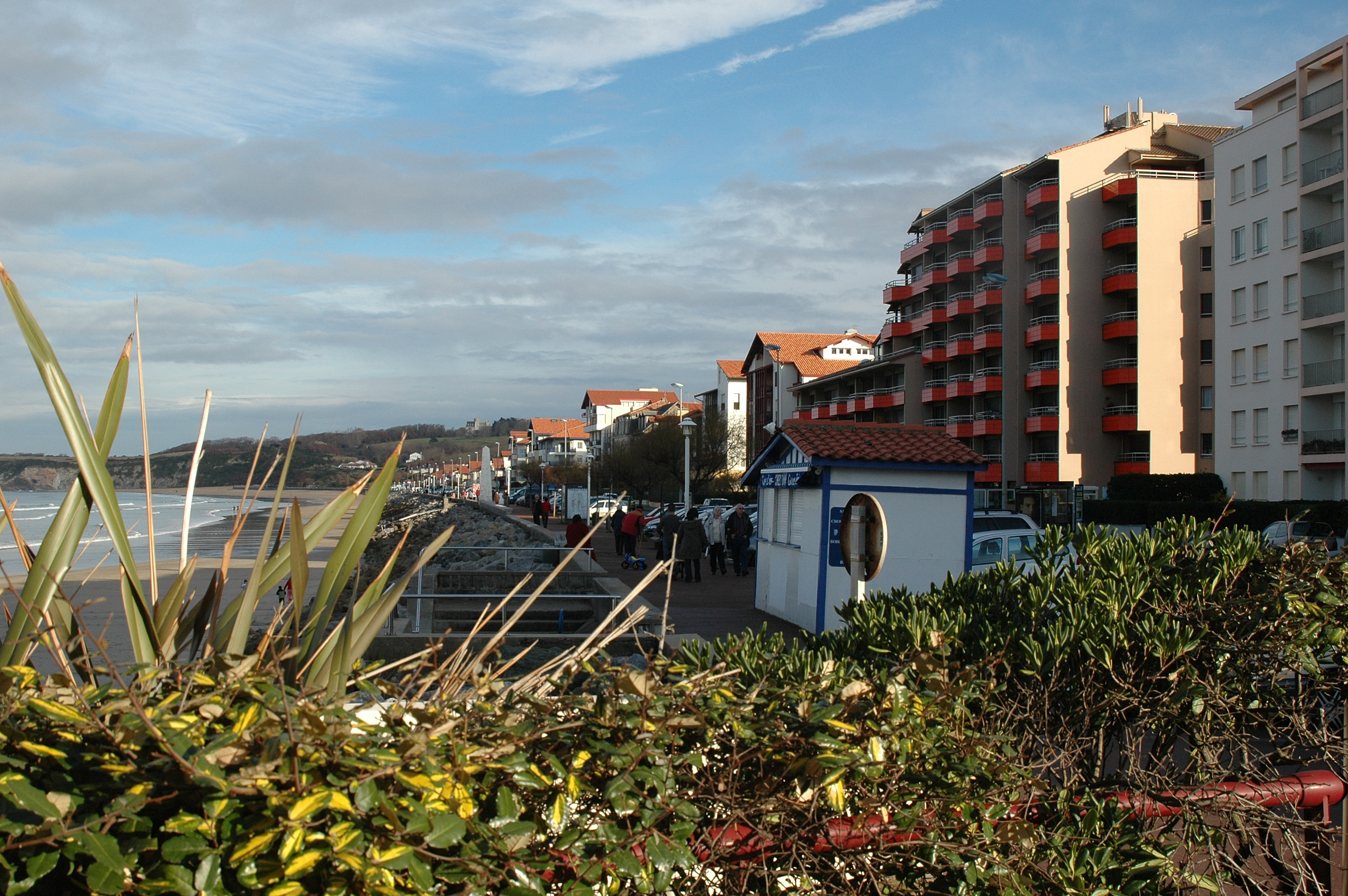
Hendaye-Plage.

La ville est découpée en six quartiers :
- Plage au nord ;
- Lissardy ;
- Sopite / Aguerria / Corniche au nord ;
- Ville au centre ;
- Gare au sud ;
- Joncaux au sud.

### Voies de communication et transports
Ferroviaire
La ville possède trois gares :

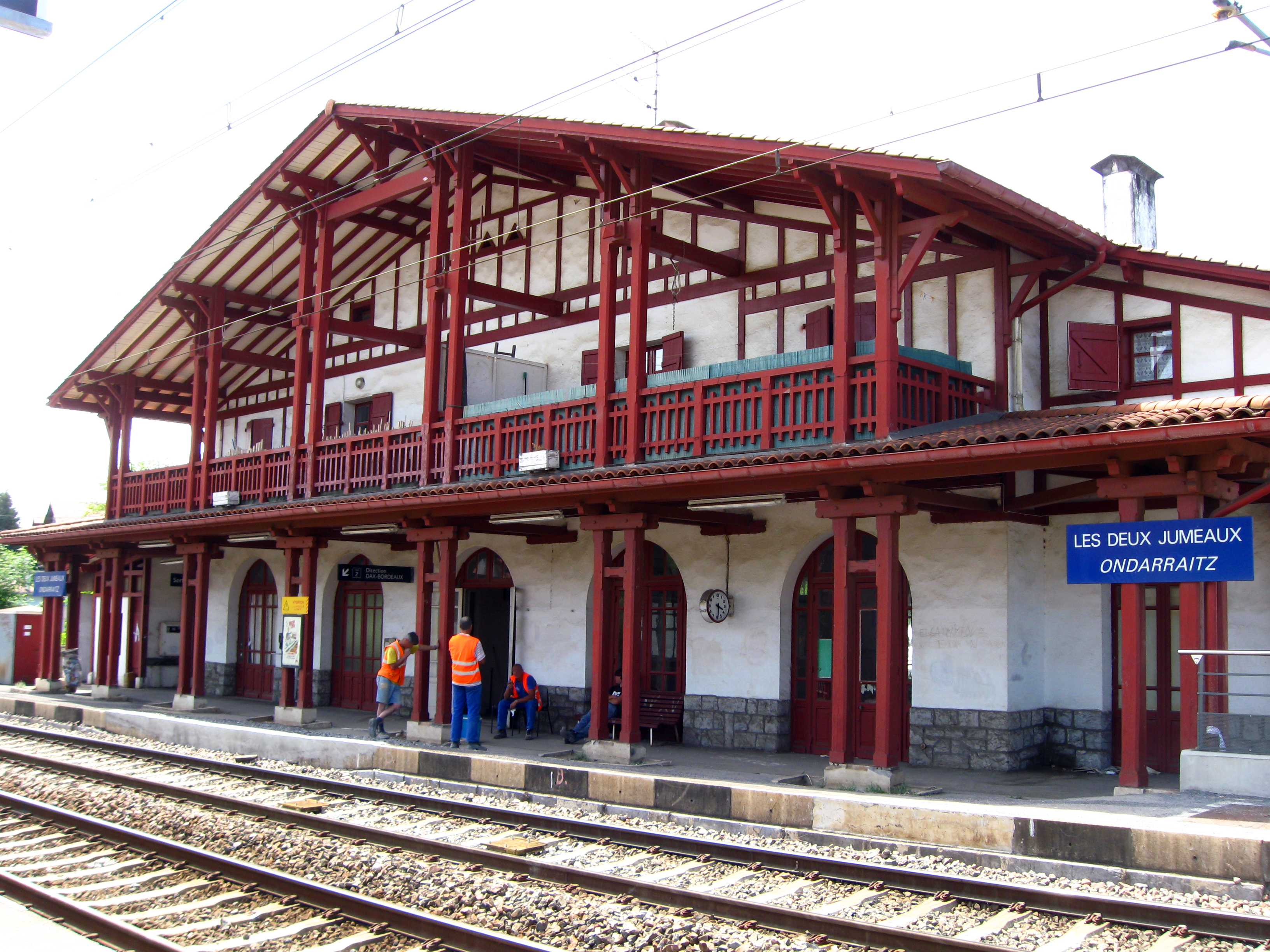
Gare des Deux-Jumeaux Ondarraitz.

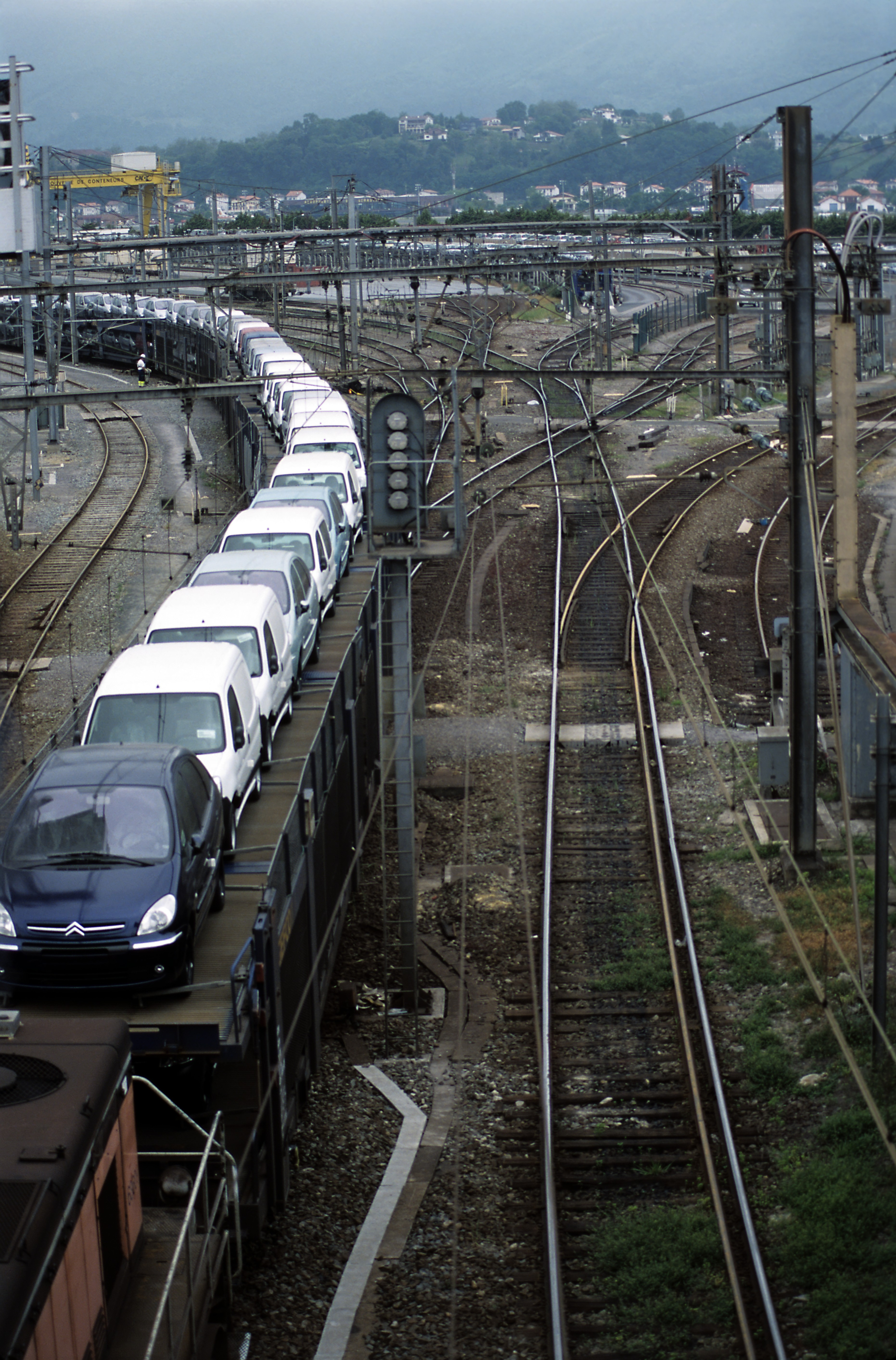
Gare principale d'Hendaye.

- pour la SNCF, la gare principale d'Hendaye et celle des Deux-Jumeaux Ondarraitz, toutes deux situées sur la ligne Bordeaux - Irun. Les lignes du TER Nouvelle-Aquitaine desservent les deux gares depuis Bordeaux (Bordeaux - Dax - Bayonne - Hendaye). La gare d'Hendaye est également desservie par les TGV en provenance de Paris et Lille via Bordeaux, des Lunéa en provenance de Paris, Nice et Genève ainsi que des Intercités en provenance de Toulouse, Tarbes et Pau. Certains trains de la RENFE ont leur origine ou leur terminus à Hendaye ;
- pour Euskotren Trena (métro de Saint-Sébastien ou « Topo »), une gare située dans la cour de la gare SNCF, origine de la ligne vers Lasarte (qui dessert plusieurs stations à Saint-Sébastien).

Routier
- par la route nationale 10 en provenance de Paris et qui aboutissait à Hendaye avant le déclassement de sa dernière partie ;
- par l'autoroute A63, sortie no 1 à Biriatou ;
- depuis Irun, le pont international Saint-Jacques ;
- par la route de la Corniche, qui unit Hendaye à Saint-Jean-de-Luz via Ciboure, le long du littoral.

Aérien

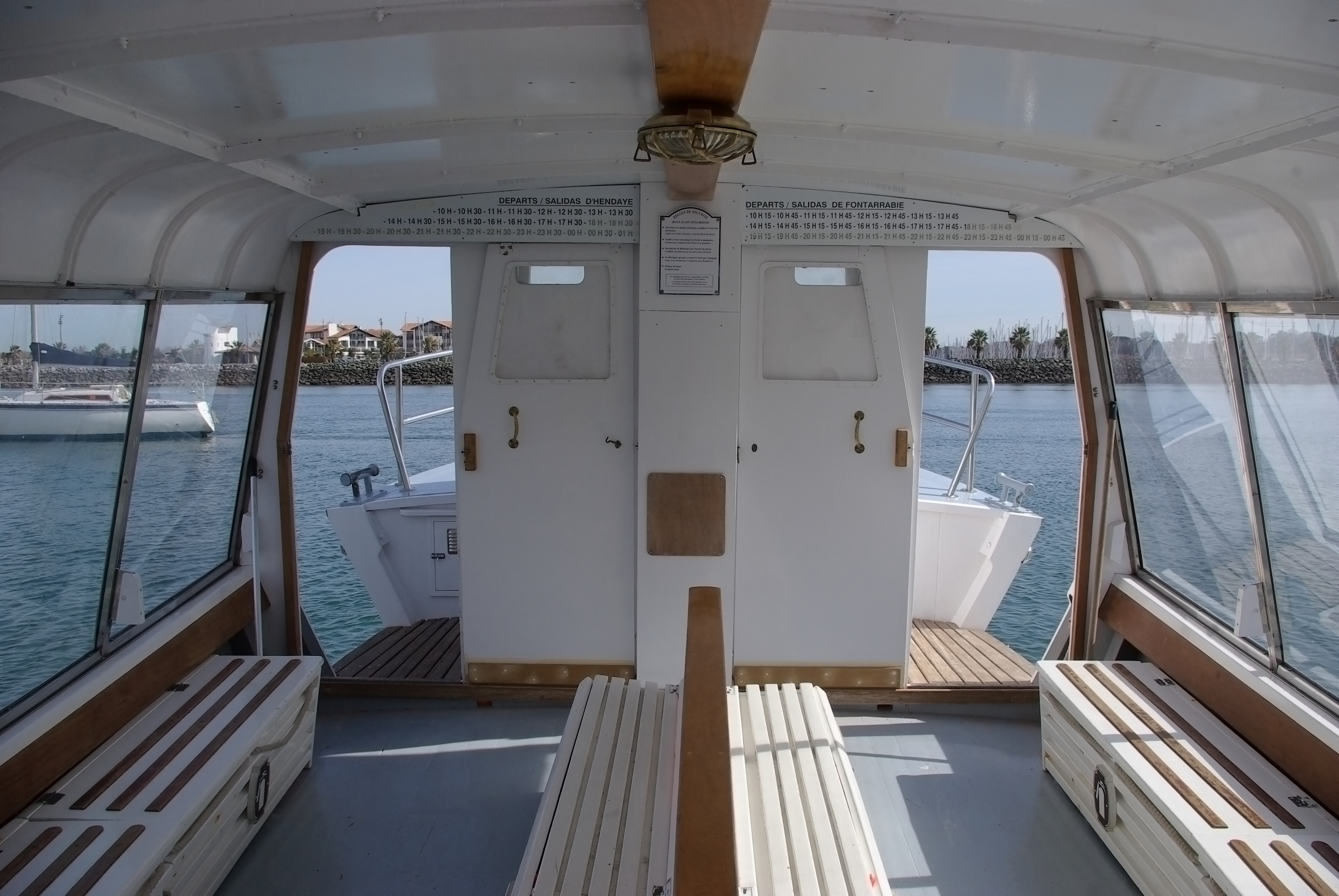
Navette fluviale la Marie-Louise entre Hendaye et Fontarrabie.

- par l'aéroport de Saint-Sébastien à Fontarrabie ;
- par l'aéroport de Biarritz-Pays basque à Biarritz.

### Transports
La commune est desservie par les lignes 3, 31, 33, 35, 37 et 39 du réseau de bus Txik Txak.
La navette fluviale Marie-Louise traverse la Bidassoa toutes les trente minutes (ou quinze minutes en été), reliant Hendaye à Fontarrabie.

### Risques majeurs
Le territoire de la commune d'Hendaye est vulnérable à différents aléas naturels : météorologiques (tempête, orage, neige, grand froid, canicule ou sécheresse), inondations, feux de forêts, mouvements de terrains et séisme (sismicité modérée). Il est également exposé à un risque technologique, le transport de matières dangereuses. Un site publié par le BRGM permet d'évaluer simplement et rapidement les risques d'un bien localisé soit par son adresse soit par le numéro de sa parcelle.

#### Risques naturels
La commune fait partie du territoire à risques importants d'inondation (TRI) Côtier basque, regroupant 12 communes dans les Pyrénées-Atlantiques et une dans les Landes concernées par un risque de phénomènes fluvio-maritimes pouvant s’avérer dangereux (estuaire Adour et Nive) sur le territoire de Bayonne et de crues rapides dévastatrices de la Nivelle dans sa partie sud (Ciboure, Saint-Jean-de-Luz), un des 18 TRI qui ont été arrêtés fin 2012 sur le bassin Adour-Garonne. La plus forte crue connue est celle de 1952, suivie de celle de 1981. Des cartes des surfaces inondables ont été établies pour trois scénarios : fréquent (crue de temps de retour de 10 ans à 30 ans), moyen (temps de retour de 100 ans à 300 ans) et extrême (temps de retour de l'ordre de 1 000 ans, qui met en défaut tout système de protection). La commune a été reconnue en état de catastrophe naturelle au titre des dommages causés par les inondations et coulées de boue survenues en 1982, 1983, 1991, 1995, 2002, 2009, 2013, 2017 et 2021,.
Hendaye est exposée au risque de feu de forêt. En 2020, le premier plan de protection des forêts contre les incendies (PDPFCI) a été adopté pour la période 2020-2030. La réglementation des usages du feu à l’air libre et les obligations légales de débroussaillement dans le département des Pyrénées-Atlantiques font l'objet d'une consultation de public ouverte du 16 septembre au 7 octobre 2022,.
Les mouvements de terrains susceptibles de se produire sur la commune sont des mouvements de sols liés à la présence d'argile et des affaissements et effondrements liés aux cavités souterraines (hors mines). Afin de mieux appréhender le risque d’affaissement de terrain, un inventaire national permet de localiser les éventuelles cavités souterraines sur la commune.

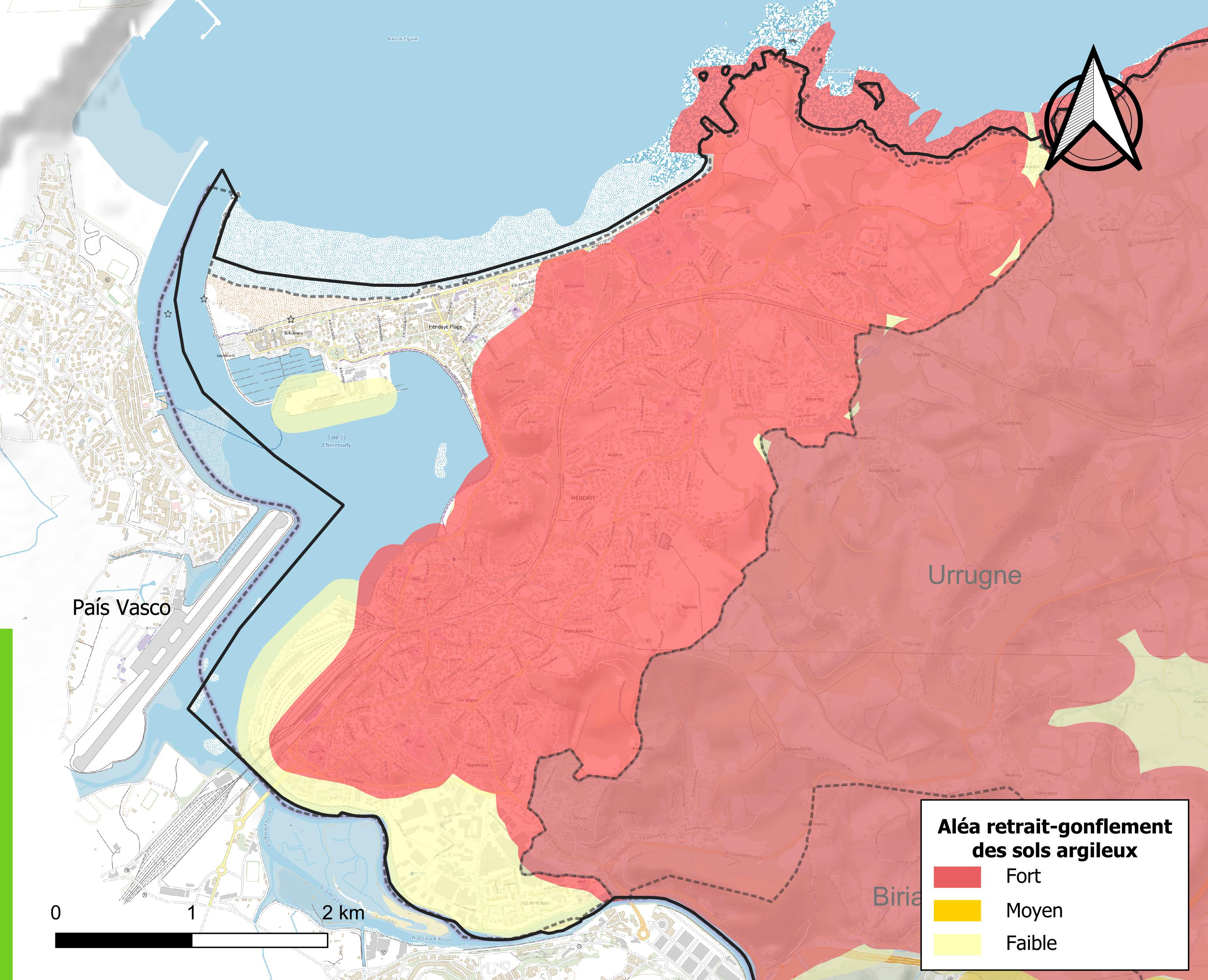
Carte des zones d'aléa retrait-gonflement des sols argileux d'Hendaye.

Le retrait-gonflement des sols argileux est susceptible d'engendrer des dommages importants aux bâtiments en cas d’alternance de périodes de sécheresse et de pluie. 66,3 % de la superficie communale est en aléa moyen ou fort (59 % au niveau départemental et 48,5 % au niveau national). Depuis le 1er octobre 2020, en application de la loi ELAN, différentes contraintes s'imposent aux vendeurs, maîtres d'ouvrages ou constructeurs de biens situés dans une zone classée en aléa moyen ou fort,.

## Toponymie

### Attestations anciennes
Le toponyme Hendaye apparaît sous les formes
Handaye (1510, archives de l'Empire, J 867, no 7),
Endaye (1565, voyage de Charles IX),
Andaye (1650, carte du Gouvernement Général de Guienne et Guascogne et Pays circonvoisins),
Sanctus Vincentius de Handaye (1768, collations du diocèse de Bayonne) et
Hendaia au XIXe siècle.
On remarquera la proximité des substantifs « Ibaia » (rivière) et « baie ». Ces deux mots assez proches phonétiquement, concordent avec la géographie locale et sa particularité linguistique. Il est donc possible qu'ils se soient côtoyés dans le temps. Ajoutant à cela « handi » qui signifie « grand » en basque, le mystère de l'étymologie d'Hendaye a peut-être trouvé sa réponse : handi Ibaia/ baie, s'amalgame et se contracte donnant naturellement « hendaye »; puisque selon les normes grammaticales basques, l'adjectif va derrière le nom, par conséquent l'étymologie ne pourrait pas être « handi + ibaia », mais « ibai + handia », donc cette hypothèse resterait démontée. Par conséquent, nous suivons sans savoir le signifié réel du toponyme, qui a des variantes proches en Endara (la rivière qui verse ses eaux a la Bidassoa à peu de kilomètres d'Hendaye, à Endarlatsa) et les toponymes d'Irun Endaieta et Endaitzueta, et aussi de Hondarribia: ferme Endaraenea (Endanea).

### Graphie basque
Son nom basque actuel est Hendaia.

## Histoire

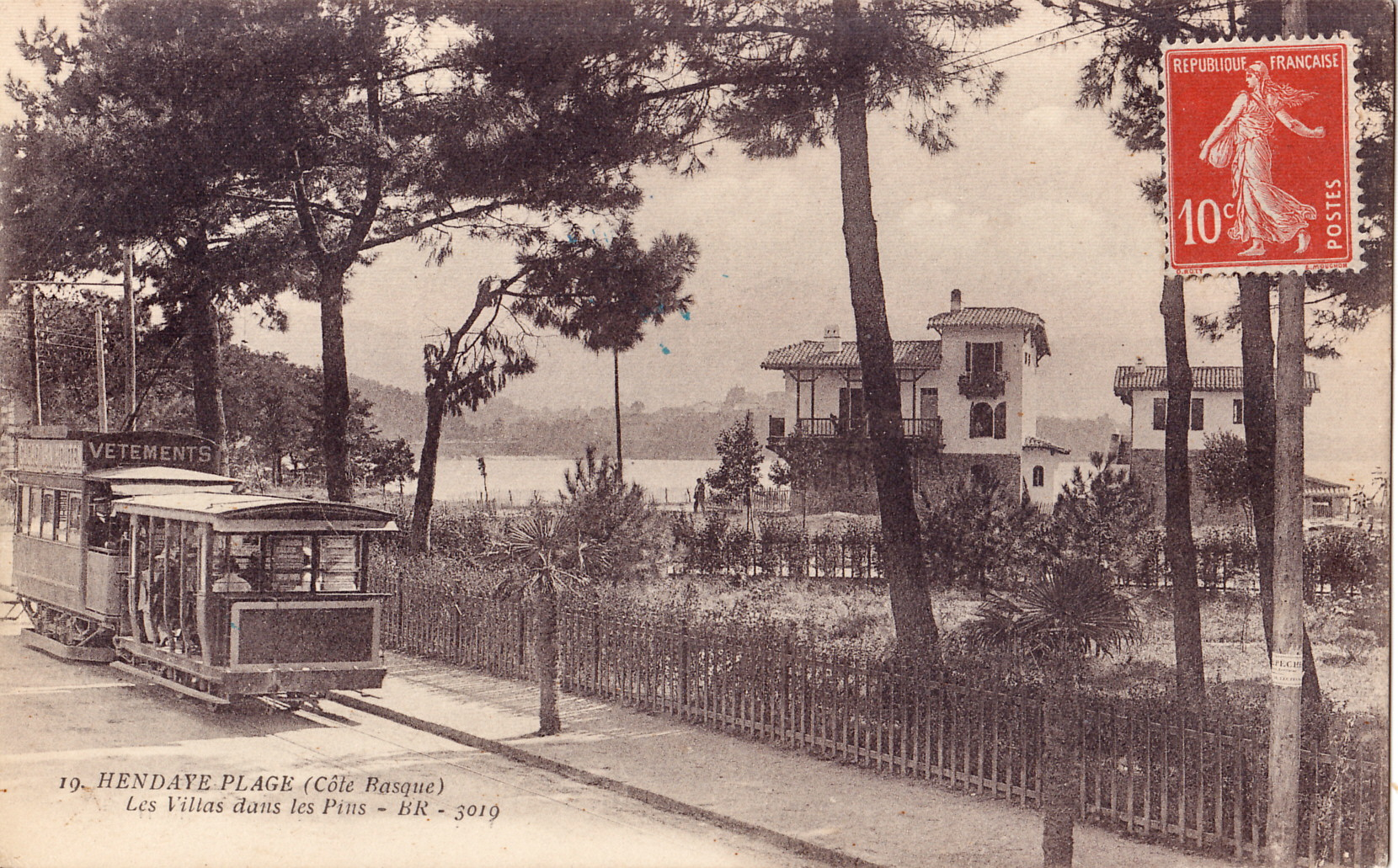
Afin d'accompagner son développement balnéaire et touristique, la commune se dote du tramway d'Hendaye, qui a fonctionné de 1906 à 1937
On le voit ici à Hendaye-Plage.

En 1598, Hendaye obtint le droit de construire sa propre église, et se détacha de celle d'Urrugne. L'autorisation lui fut accordée par l'évêque Bertrand d'Etchaux : « Comme soit ainsi qu'en l'année mil cinq cens quatre-vingt dix huit, les habitants du lieu de Hendaye qui dépendoient tant au spirituel qu'au temporel de la paroisse d'Urrugne, eussent obtenu permission de construire une église à part pour la commodité du peuple qui estoit beaucoup accru audit Hendaye, à condition néanmoins qu'elle soit une annexe de l'église matrice dudit Urrugne et le sieur Urtubie en seroit le patron. »

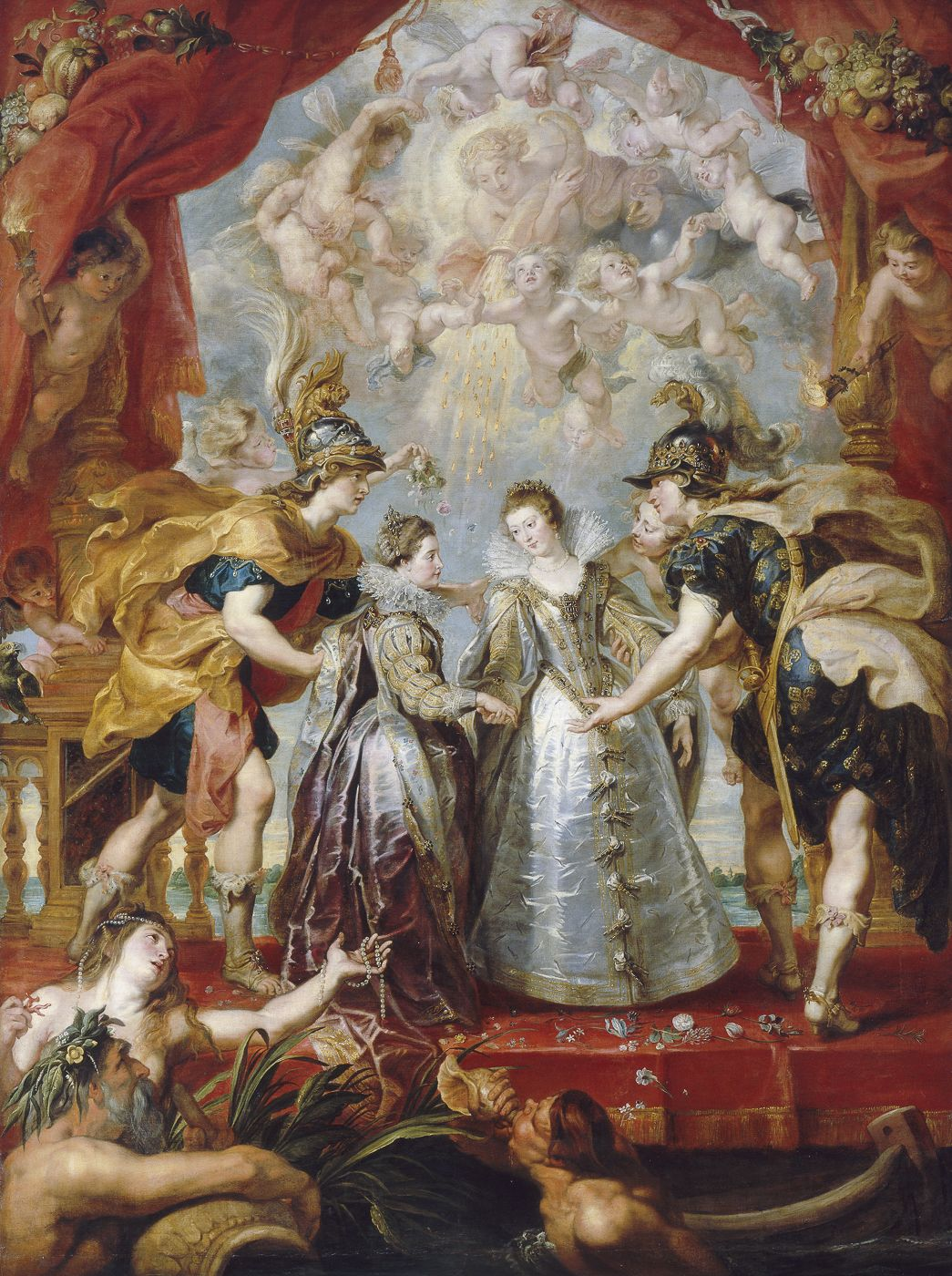
Pierre-Paul Rubens. L'Échange des deux princesses sur la rivière d'Andaye, le 9 novembre 1615. (Musée du Louvre)

Ville frontière entre la France et l'Espagne, Hendaye a connu bien des turbulences à l'occasion des nombreuses guerres entre les deux nations.
Lors de la guerre franco-espagnole, la ville fut prise en septembre 1636 par les Espagnols.
Témoin de ce passé, le fort Gaztelu zahar maintes fois détruit puis reconstruit, qui fut embelli par les travaux de Vauban puis définitivement rasé ainsi que toute la ville lors des guerres de la Révolution. C'est sur l'île des Faisans au milieu de la rivière Bidassoa que le roi Louis XIV rencontra le roi d’Espagne et que furent signés le traité des Pyrénées en 1659 et plus tard le contrat de mariage entre Louis XIV et l'infante Marie-Thérèse.
En 1867, Urrugne restitue à Hendaye 762 hectares concédés par Louis XIV. La commune était jusque-là un village vivant sur 33 hectares.
C'est à la gare d'Hendaye qu'eut lieu, le 23 octobre 1940, l'entrevue entre Hitler et le général Franco, ce dernier respectant l'engagement pris lors des accords Bérard-Jordana signés le 25 février 1939 et réaffirmant le non-engagement de son pays dans la Seconde Guerre mondiale.

## Héraldique
| Blason | Blasonnement : D'azur à une baleine d'argent nageant dans une mer au naturel mouvant de la pointe, surmontée de trois harpons d'or passés en pal-sautoir, eux-mêmes surmontés en chef de la couronne royale de France accostée des lettres H et E en lettres capitales, le tout du même. Commentaires : La Couronne royale de France est arborée en remerciement à Louis XIV qui accorda au village d'Hendaye l'indépendance temporelle vis-à-vis d'Urrugne. L'indépendance paroissiale était déjà active. |

## Politique et administration

### Tendances politiques et résultats
Les habitants de la commune d'Hendaye ont tendance à voter en majorité pour la gauche lors des élections.

#### Élections présidentielles, résultats des deuxièmes tours
- Élection présidentielle française de 2017 : 76,25 % pour Emmanuel Macron (LREM), 23,75 % pour Marine Le Pen (FN), 70,18 % de participation.
- Élection présidentielle française de 2022 : 63,3 % pour Emmanuel Macron (LREM), 36,7 % pour Marine Le Pen (RN), 71,25 % de participation.

#### Élections législatives, résultats des deuxièmes tours
- Élections législatives françaises de 2017 : 67,69 % pour Vincent Bru (Modem), 32,31 % pour Maider Arosteguy (LR), 37,08 % de participation.
- Élections législatives françaises de 2022[45] : 52,67 % pour Vincent Bru (ENS), 47,33 % pour Tom Dubois-Robin (LFI-NUP), 48,08 % de participation.

#### Élections européennes, résultats des deux meilleurs scores
- Élections européennes de 2019[46] : 48,50 % de participation.

#### Élections régionales, résultats des deux meilleurs scores
- Élections régionales de 2015
- Élections régionales de 2021

#### Élections départementales, résultats des deuxièmes tours
- Élections départementales de 2021[47] : 56,12 % pour Chantal Kehrig Cottençon, 43,88 % pour Iker Elizalde, 40,82 % de participation.

#### Élections municipales, résultats des deuxièmes tours
- Élections municipales de 2014 : 53,07 % pour Kotte Écénarro, 46,92 % pour Jean-Baptiste Sallaberry, 61,82 % de participation.
- Élections municipales de 2020 : 55,10 % pour Kotte Écénarro, 44,89 % pour Pascal Destruhaut, 47,04 % de participation.

#### Élections référendaires
- 1992 : Référendum sur le traité de Maastricht[48] : 50,26 % pour le Oui, 49,74 % pour le Non, 66,94 % de participation.
- 2000 : Référendum sur le quinquennat présidentiel[49] : 79,60 % pour le Oui, 20,40 % pour le Non, 26,49 % de participation.
- 2005 : Référendum français sur le traité établissant une Constitution pour l'Europe[50]: 40,45 % pour le Oui, 59,55 % pour le Non, 69,42 % de participation.

### Administration municipale
Le conseil municipal est composé de 33 membres dont le maire.

### Intercommunalité
Hendaye fait partie de sept structures intercommunales :
- l’agence publique de gestion locale ;
- la communauté d'agglomération du Pays Basque ;
- le syndicat d’énergie des Pyrénées-Atlantiques ;
- le syndicat intercommunal des écoles de Joncaux et de Béhobie ;
- le syndicat intercommunal pour le soutien à la culture basque ;
- le syndicat mixte Bil ta garbi ;
- le syndicat mixte pour le fonctionnement du conservatoire à rayonnement régional Maurice-Ravel.

Hendaye accueille le siège du syndicat intercommunal des écoles de Joncaux et de Béhobie.
La commune fait partie de l'Eurocité basque Bayonne - San Sebastián et forme avec ses deux voisines espagnoles (Irun et Fontarabie) le consorcio Bidasoa-Txingudi.

### Politique de développement durable
La ville a engagé une politique de développement durable en lançant une démarche d'Agenda 21 en 2014.

### Jumelages

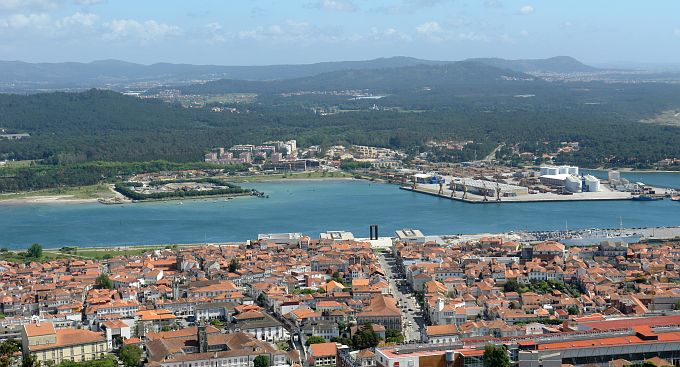
Viana do Castelo, Portugal.

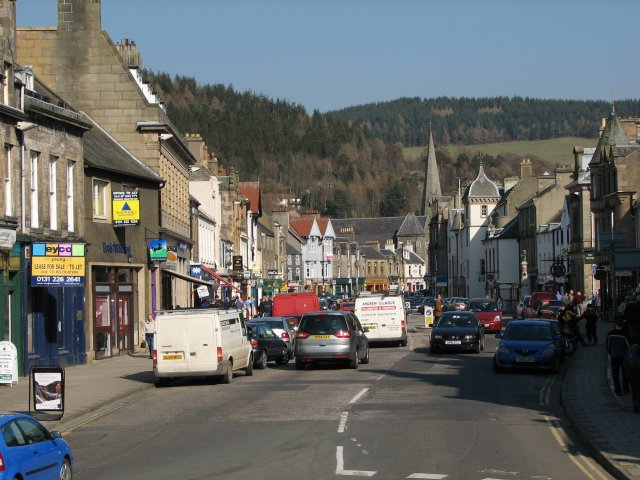
Peebles, Écosse.

- Jumelages et partenariats de Hendaye.| Ville | Ville            | Pays | Pays        | Période     |
| ----- | ---------------- | ---- | ----------- | ----------- |
|       | Arguedas         |      | Espagne     |             |
|       | Peebles          |      | Royaume-Uni | depuis 1998 |
|       | Viana do Castelo |      | Portugal    |             |

## Population et société

### Démographie
L'évolution du nombre d'habitants est connue à travers les recensements de la population effectués dans la commune depuis 1793. Pour les communes de plus de 10 000 habitants les recensements ont lieu chaque année à la suite d'une enquête par sondage auprès d'un échantillon d'adresses représentant 8 % de leurs logements, contrairement aux autres communes qui ont un recensement réel tous les cinq ans,.

En 2022, la commune comptait 18 074 habitants, en évolution de +8,89 % par rapport à 2016 (Pyrénées-Atlantiques : +3,78 %, France hors Mayotte : +2,11 %).
| 1793 | 1800 | 1806 | 1821 | 1831 | 1836 | 1841 | 1846 | 1851 |
| ---- | ---- | ---- | ---- | ---- | ---- | ---- | ---- | ---- |
| 481  | 241  | 295  | 340  | 409  | 432  | 470  | 438  | 466  |

| 1856 | 1861 | 1866 | 1872  | 1876  | 1881  | 1886  | 1891  | 1896  |
| ---- | ---- | ---- | ----- | ----- | ----- | ----- | ----- | ----- |
| 427  | 456  | 617  | 1 084 | 1 453 | 1 806 | 2 019 | 2 050 | 2 039 |

| 1901  | 1906  | 1911  | 1921  | 1926  | 1931  | 1936  | 1946  | 1954  |
| ----- | ----- | ----- | ----- | ----- | ----- | ----- | ----- | ----- |
| 3 215 | 3 331 | 4 213 | 4 632 | 5 653 | 6 939 | 6 436 | 6 251 | 6 933 |

| 1962  | 1968  | 1975  | 1982   | 1990   | 1999   | 2006   | 2011   | 2016   |
| ----- | ----- | ----- | ------ | ------ | ------ | ------ | ------ | ------ |
| 7 204 | 8 006 | 9 470 | 10 572 | 11 578 | 12 596 | 14 041 | 15 976 | 16 599 |

| 2021   | 2022   | - | - | - | - | - | - | - |
| ------ | ------ | - | - | - | - | - | - | - |
| 17 796 | 18 074 | - | - | - | - | - | - | - |

Hendaye fait partie de l'aire d'attraction d'Hendaye

### Enseignement
La commune dispose de cinq écoles primaires publiques (Robert-Boulaert, Plage, Ville, Gare et Lissardy) et de deux écoles primaires privées (Gure Ikastola et Saint-Vincent). Les écoles Robert-Boulaert, Ville, Gare, Lissardy et Saint-Vincent proposent un enseignement bilingue français-basque à parité horaire ; l'école Gure Ikastola propose quant à elle un enseignement basque par immersion.
La commune dispose également de deux collèges (collèges Irandatz (public) et Saint-Vincent, ancien collège du Sacré-Cœur (privé)) et d'un lycée professionnel (lycée professionnel Aizpurdi - formation à la coiffure et l'esthétique).
Il existe, en outre, une école nationale de musique, rue du Théâtre, faisant partie du conservatoire à rayonnement régional Maurice-Ravel.

## Économie

### Économie transfrontalière
L'économie transfrontalière pèse lourd au niveau hendayais. Même si depuis quelques années l'importance des services de l'État tend à se réduire, elle n'en demeure pas moins conséquente (douanes, SNCF).

### Tourisme

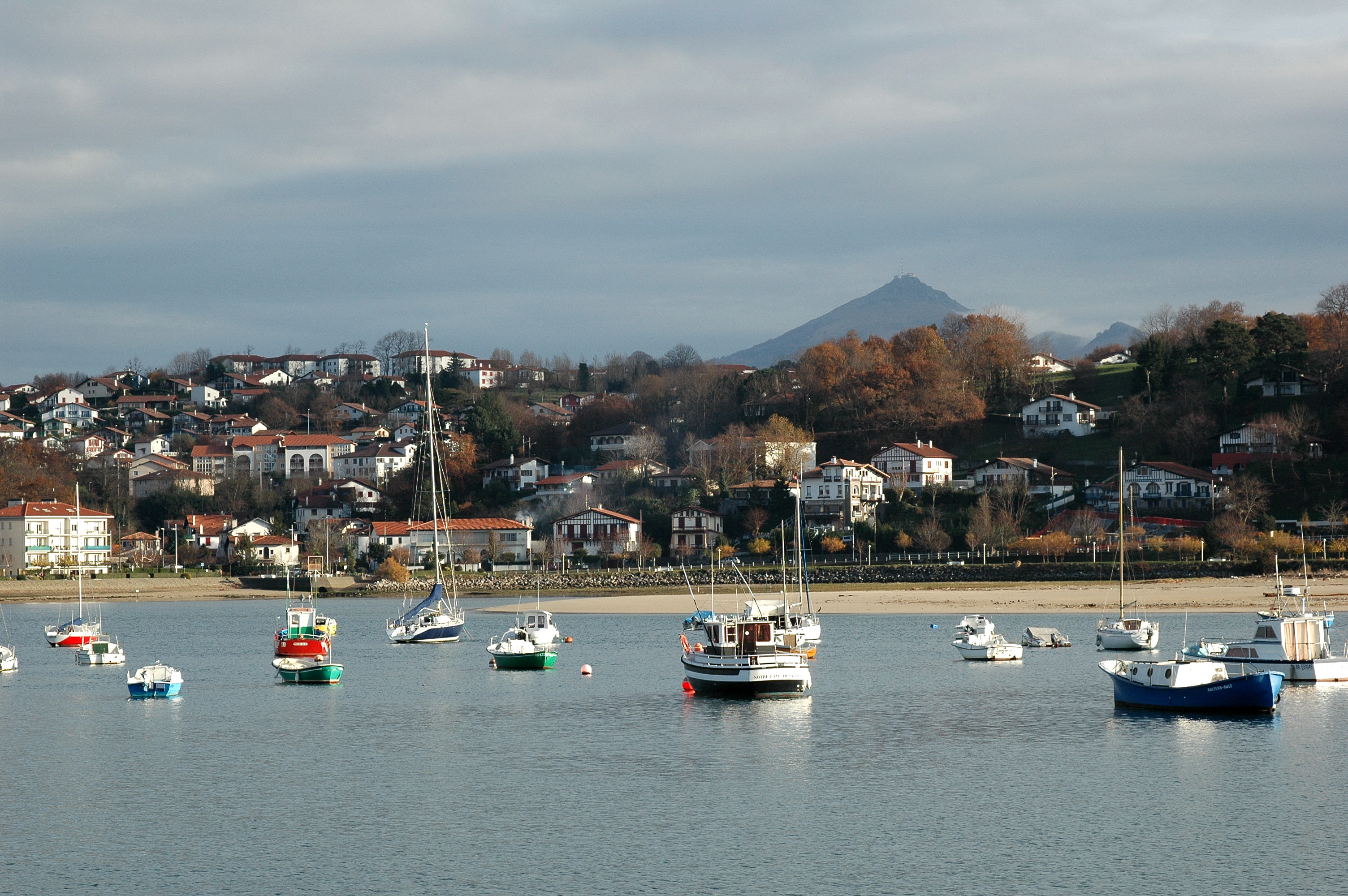
La baie de Txingudi et la Rhune.

Le tourisme représente, quant à lui, 15,9 % des revenus de la ville (soit 53 millions d'€ / an). Il a commencé à se développer à partir de la fin du XIXe siècle, avec l'édification dès 1881 d'Hendaye-Plage suivant un cahier des charges très strict rédigé par l'architecte-promoteur Henry Martinet pour respecter le cachet ville d'eau de la ville. Dès 1885, un mur protecteur contre le flot a été érigé ainsi que le casino et un nouvel établissement de bains situés dans un bâtiment de style néo-mauresque. En 1906, le tramway d'Hendaye dessert Hendaye-Plage.
Avec 10 000 lits marchands, un centre de thalassothérapie réputé et le 3e port de plaisance d'Aquitaine, la commune dispose d'atouts indiscutables dans ce secteur.

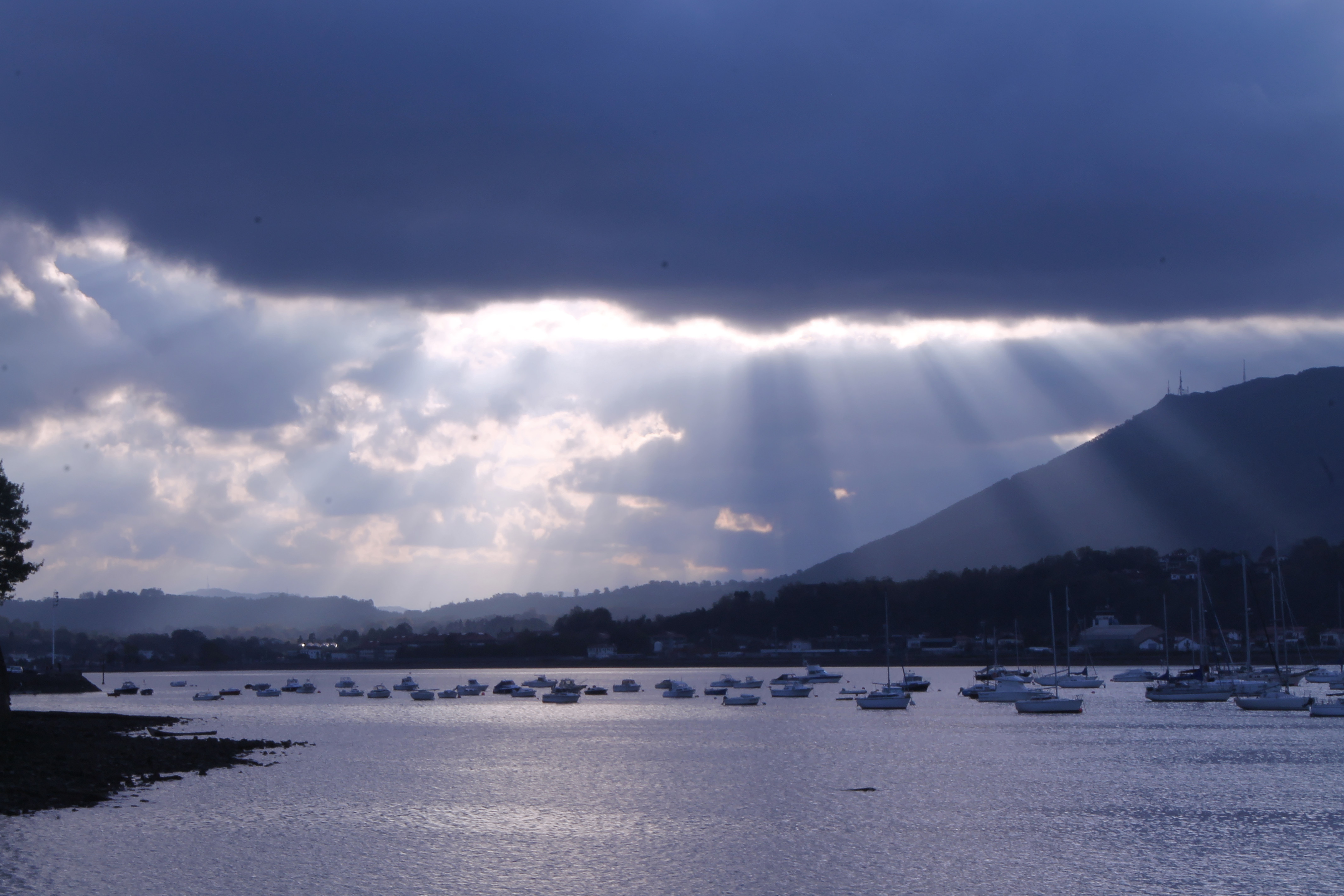
Baie de Txingudi et Bidassoa

L'office de tourisme, classé en catégorie 1, labellisé Qualité Tourisme et Tourisme et Handicap, est situé depuis 2007 sur le boulevard de la Mer. Il accueille 100 000 visiteurs chaque année.
Le complexe de Thalassothéapie Serge Blanco qui emploie 147 collaborateurs est placé en redressement judiciaire le 13 janvier 2020.

### Parcs d'activité économiques
Les parcs d’activités économiques d’Hendaye destinés aux implantations d’entreprises comprennent le site des Joncaux, affecté principalement aux activités industrielles et commerciales, et celui de Dorrondeguy ouvert aux activités artisanales.

#### La zone d’activités des Joncaux
Desservie par la RN 111 et proche de l’autoroute A63 Paris-Madrid, la zone d’activités des Joncaux s’étend sur plus de 33 hectares et occupe une position stratégique au sein de l’agglomération Hendaye-Irun-Fontarrabie. Un tiers de cette superficie correspond au site de l’ancien autoport, qui a fait l’objet d’une opération d’aménagement et de reconversion économique. Cette opération a permis de requalifier le site en vue d’accueillir de nouvelles entreprises et de dynamiser la zone d’activités dans son ensemble.
Ainsi, de nouveaux terrains viabilisés et des bâtiments communaux à usage de bureaux et d’entrepôts offrent des espaces disponibles et des services aux entreprises et aux porteurs de projet, notamment :
le centre d’accueil de 1 810 m2 comprend un restaurant d’entreprises, une agence postale, une salle de réunion de 100 places, un local médical et des bureaux ;
le bâtiment des transitaires propose de nombreux bureaux modulables couvrant 1 950 m2 ;
le centre d’entreprises, d’une surface développée de 7 500 m2, se compose de différents locaux à usage d’ateliers et de bureaux destinés à l’installation de petites entreprises, d’artisans et d’activités de service. Ce pôle économique est entré aujourd’hui dans sa phase de maturité. Plus de 60 entreprises représentant 1 450 emplois y sont installées, en particulier :
- EPTA France (anciennement Bonnet Neve) (groupe EPTA) spécialisée dans la fabrication de vitrines frigorifiques destinées à la grande distribution (18 500 unités par an) ;
- Sokoa, premier producteur de sièges de bureau en France ;
- Lac Pays basque, filiale de la société espagnole Torunsa, spécialisée dans la sous-traitance mécanique appliquée à l’industrie automobile. Cette dernière implantation vient conforter une filière d’activité de mécanique déjà présente à Hendaye à travers les sociétés Meca X et Echeverria (aéronautique) ;
- SAS Bertière, charpente, couverture et menuiserie ;
- Etchenausia, menuiserie et ébénisterie ;

En outre, diverses entreprises spécialisées dans le transport et la logistique sont présentes sur le site, telles les transports Sallaberry, Lapegue, Ibaremborde, TDF, SBTT. Cette dernière société est une filiale de la société Decoexsa basée à Irun.
Enfin, Quiksilver a installé sur la zone d’activités une importante unité de logistique (10 000 m2) dans les locaux réhabilités d’une ancienne usine.

#### La zone artisanale de Dorrondeguy
Située en limite est de la commune et desservie par le CD 658, la zone artisanale de Dorrondeguy s’étend sur trois hectares environ.
Une gamme d’activités diverses y est implantée :
- Dauriac Nautic Sécurité, spécialisée dans la fabrication et le commerce de matériels de survie ;
- Muley, spécialisée dans la mécanique générale ;
- Bruno Scherer Entreprise, spécialisée dans la fabrication d’éléments en polyester et résine de synthèse appliquée à l’automobile ;
- François Bertière, entreprise de transports et de travaux publics.

#### Autres zones
- Depuis 2004, le Water Sport Center de Décathlon a installé son centre mondial de conception dans les bâtiments de l'ancienne criée du port d'Hendaye. Y sont conçus les produits des marques Tribord, Nabaiji, Subea...

### Divers
Unique était une marque d'armement française dont la fabrique était située à Hendaye. C'était la marque commerciale de la Manufacture d'armes des Pyrénées françaises. La fabrique d'Hendaye a fermé en 2001 et c'est la société F.M.R. qui a racheté la marque Unique.
La commune fait partie de la zone d'appellation de l'ossau-iraty.

## Services

### Santé
- Hôpital marin d'Hendaye.

## Culture et patrimoine
Pio Baroja, célèbre écrivain basque natif de Donostia, avait lancé l'idée d'une république de la Bidassoa.

### Langues
D'après la Carte des Sept Provinces Basques éditée en 1863 par le prince Louis-Lucien Bonaparte, le dialecte basque parlé à Hendaye est le labourdin.

### Festivités
Beaucoup d'Hendayais sont des adeptes de musique (il existe d'ailleurs deux écoles : l'amicale laïque et lanetik egina) ce qui a permis la création de nombreux groupes de divers styles musicaux : roots system (reggae), infest, koala (métal), argia, dementzia, gaitz (rock basque), bakar2012 (déjanté), dog selektas (sound system). Le plus connu d'entre eux, le groupe de ska-punk Skunk est originaire d'Hendaye.
Étienne Pellot (appelé en basque Ixtebe Pellot) (selon l'historien Christian Maillebiau à ne pas confondre avec un autre Étienne Pellot qui fut maire d'Hendaye entre 1815 et 1826), fut un corsaire français auquel est consacrée une fête au mois de décembre, et même une chanson bilingue franco-basque :
"Pellot l'hendayais, fameux corsaire du roi
a bravé les dangers, navigant de longs mois,
Pellot l'hendaye, sans cœur, sans foi ni loi,
[...]

#### La Bixintxo
Au mois de janvier se déroule les festivités de la Bixintxo avec le retour de Pellot, une tamborrada, la fête foraine, un concours de Sukalki, concerts, concours de Mus, Alarde de txistu, repas sous chapiteau et autres

#### Fête basque et Hiri Besta
La Fête basque se tient le dimanche avec sa cavalcade depuis 1930. Cette fête traditionnelle attire la foule des grands jours. Hiri Besta a été créée le vendredi et le samedi pour allonger la fête et faire participer les associations.

### Patrimoine civil

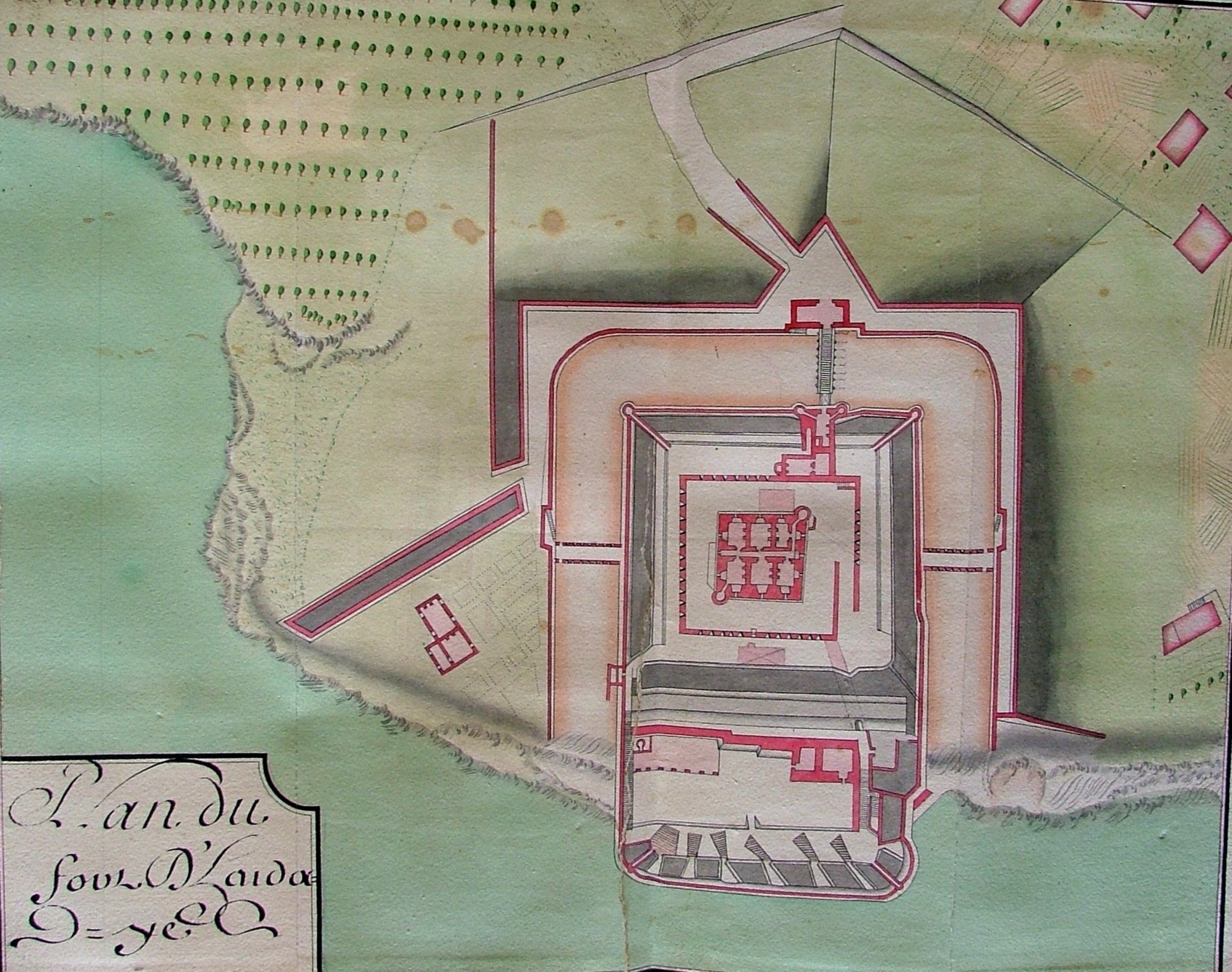
Fort d'Hendaye.

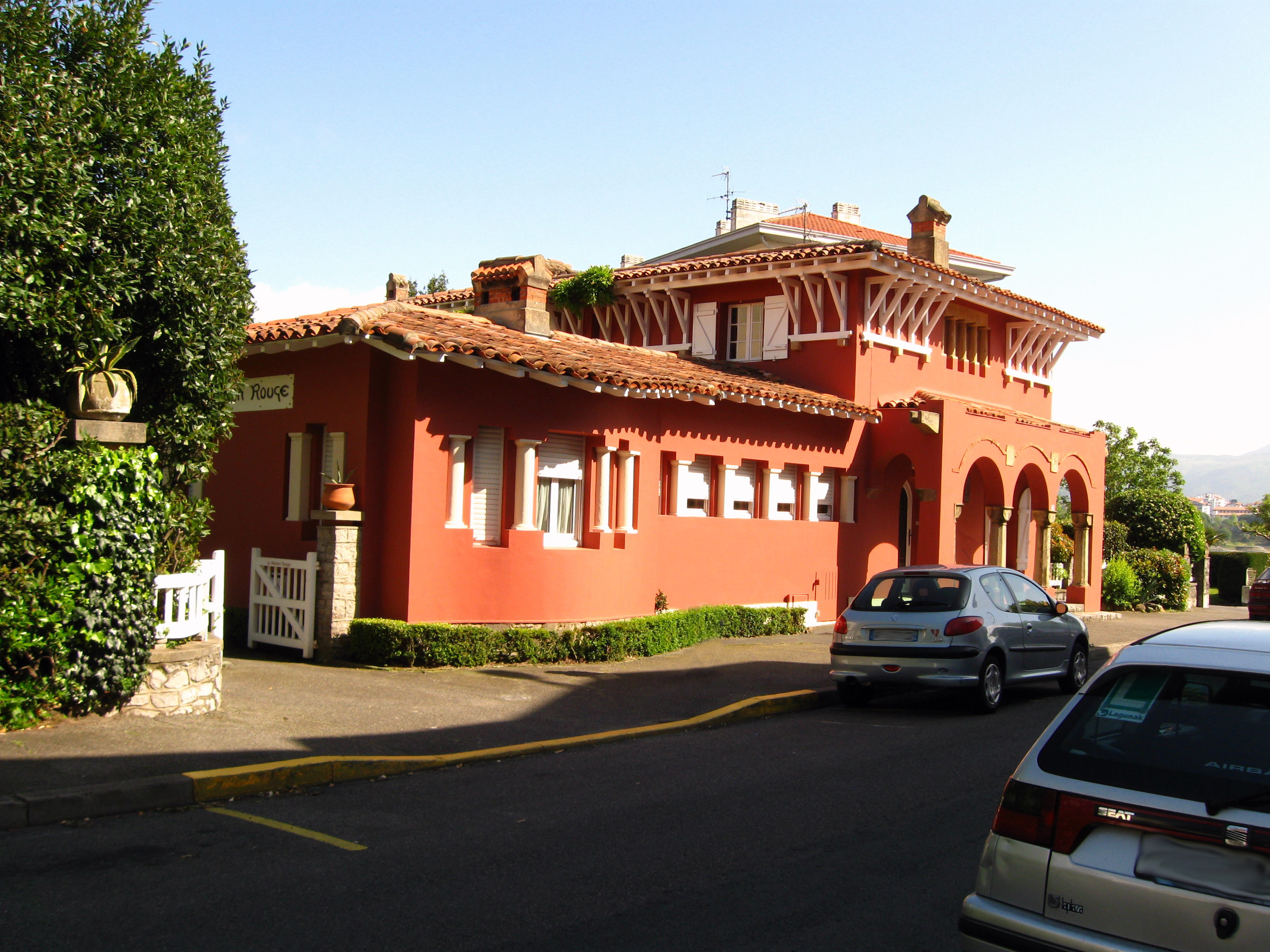
La Maison rouge.

Le fort fut construit en 1618 sur l'ordre de Louis XIII afin de calmer les ardeurs des gens de Fontarrabie, qui régnaient en maîtres sur les deux rives de la Bidassoa, dont ils prétendaient jouir, et interdisaient à tout autre de naviguer, pêcher et faire du commerce. Après divers incidents, Louis XIV décida la construction d'un fort plus important, tâche qu'il confia à Vauban. Ce dernier vint à Hendaye en 1685, au cours d'une tournée d'inspection des défenses côtières. Après avoir envisagé la construction d'un nouveau fort plus près de l'embouchure de la Bidassoa, il décida de renforcer l'ancien fort. Le 23 avril 1793, le fort, l'église et une grande partie du bourg furent entièrement détruits par les Espagnols. Il ne reste aujourd'hui que quelques ruines du fort, sur le bord de la Bidassoa, à côté du monument aux morts.
Le château d'Abbadia, ayant appartenu à Antoine d'Abbadie, et son domaine de plusieurs dizaines d'hectares sont implantés sur le territoire d'Hendaye. Eugène Viollet-le-Duc en fut l'architecte. Il renferme une collection d'objets d'art ramenés par Antoine d'Abbadie d'Arrast de ses voyages à travers le monde, dont une grande partie est inscrite à l'inventaire du ministère de la Culture.
La villa Maison Rouge (Edmond Durandeau), rue des Citronniers, est inscrite aux monuments historiques.
La villa mauresque et son jardin ainsi que la villa Bakhar Etchea de Pierre Loti ont été inscrits en totalité au titre des Monuments historiques en 2010.
La commune a érigé en 1957 une stèle des évadés de France, à la mémoire des résistants qui quittèrent la France pour rejoindre l'armée de la libération via l'Espagne durant la Seconde Guerre mondiale.
Le nouveau casino d'Hendaye fut construit en 1988 dans le cadre du projet de développement de la station balnéaire. Son exploitation est aujourd'hui assuré par le groupe Sokoburu qui l'inaugura en 1994. Le complexe Sokoburu a été édifié dans le style néobasque.

### Patrimoine religieux

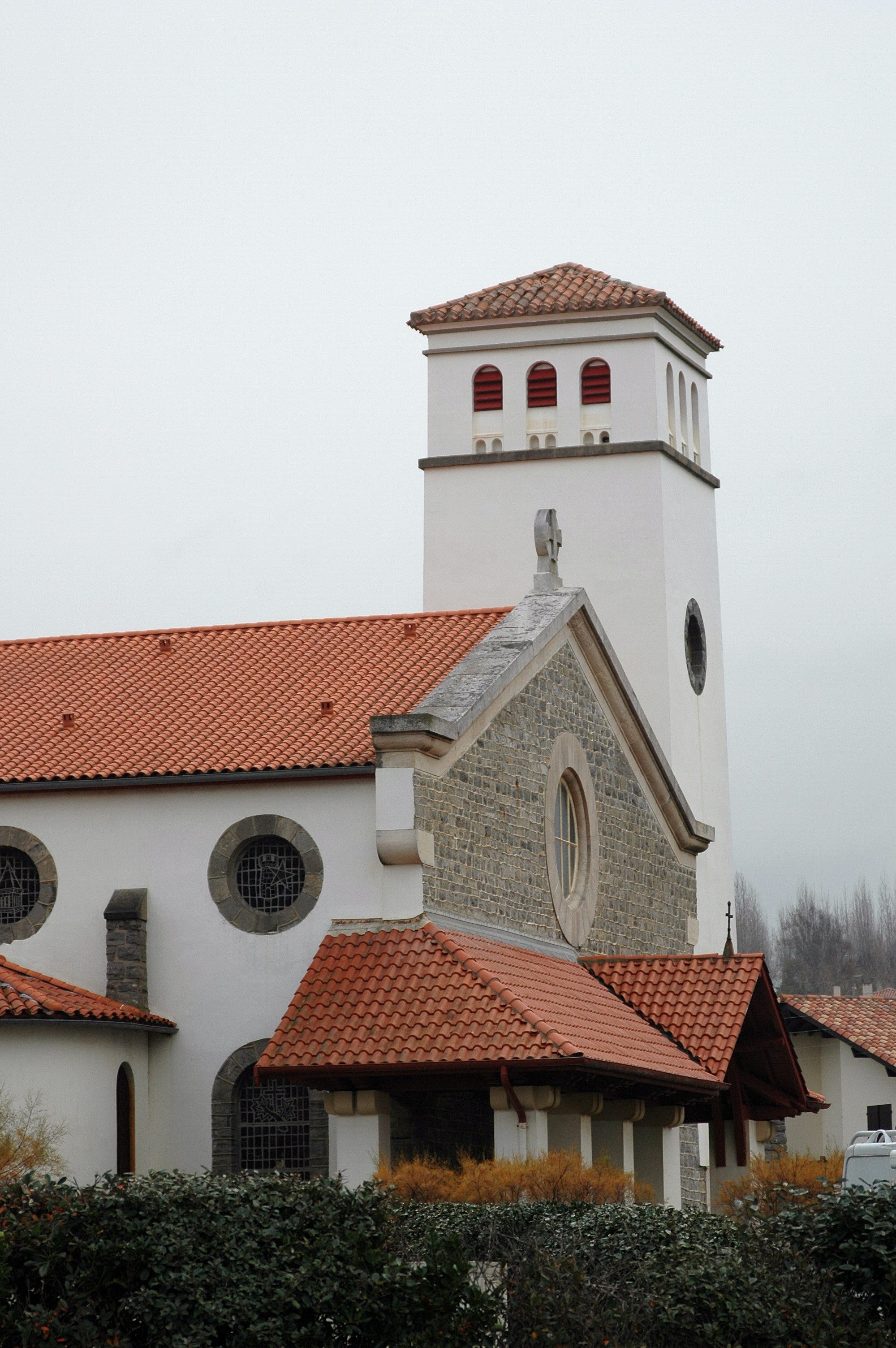
Église Sainte-Anne d'Hendaye-Plage

Hendaye possède deux églises :
- l'église Sainte-Anne[72], à Hendaye-Plage, a été construite sur les fondations de l'ancienne chapelle Santa Ana (bénédiction de l'église le 7 août 1938) ;
- l'église Saint-Vincent[73] (que les Hendayais appellent Bixintxo, dédiée à saint Vincent de Xaintes), à Hendaye-Ville, est la principale église (XVIIe siècle), plusieurs fois détruite (guerre, incendie, foudre), reconstruite à partir du début du XIXe siècle, elle possède trois étages, un très bel orgue et un crucifix datant du XIIIe siècle.

Sur le parvis, la célèbre et mystérieuse croix cyclique d'Hendaye révélée par Fulcanelli dans Le Mystère des cathédrales. Cette croix de l'ancien cimetière, datant du XVIIe siècle est inscrite aux monuments historiques ;
Les chrétiens pratiquants du quartier des Joncaux fréquentent aussi l'église Saint-Jacques-le-Majeur qui se trouve à Béhobie, un quartier d'Urrugne, la commune voisine. La paroisse du lieu est dédiée à Notre-Dame de la Bidassoa. Elle dépend du diocèse de Bayonne. Elle regroupe les églises d'Hendaye, celle de Béhobie, et celle de Biriatou (église Saint-Martin).

### Patrimoine environnemental

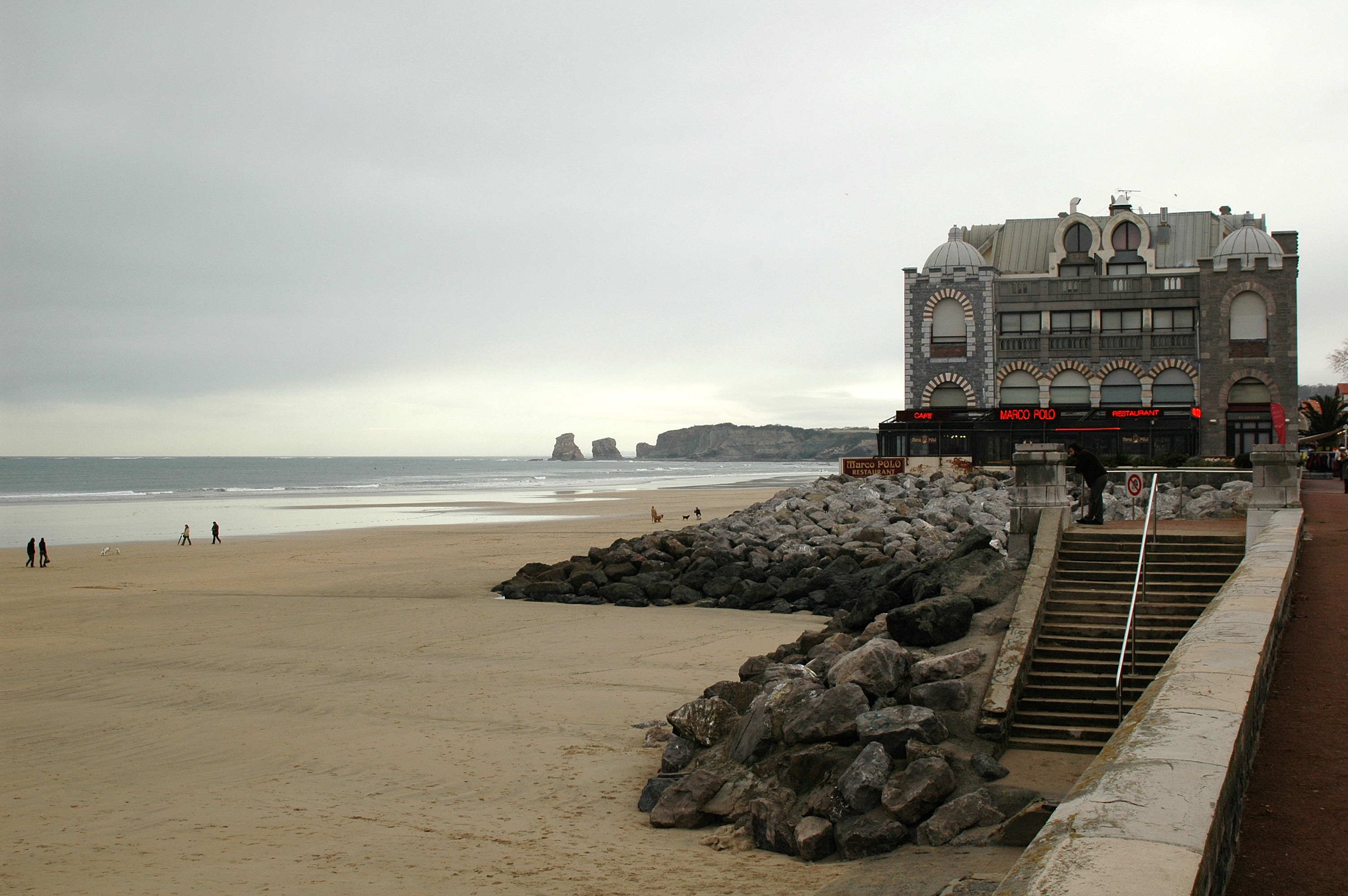
Les Jumeaux au bout de la plage.

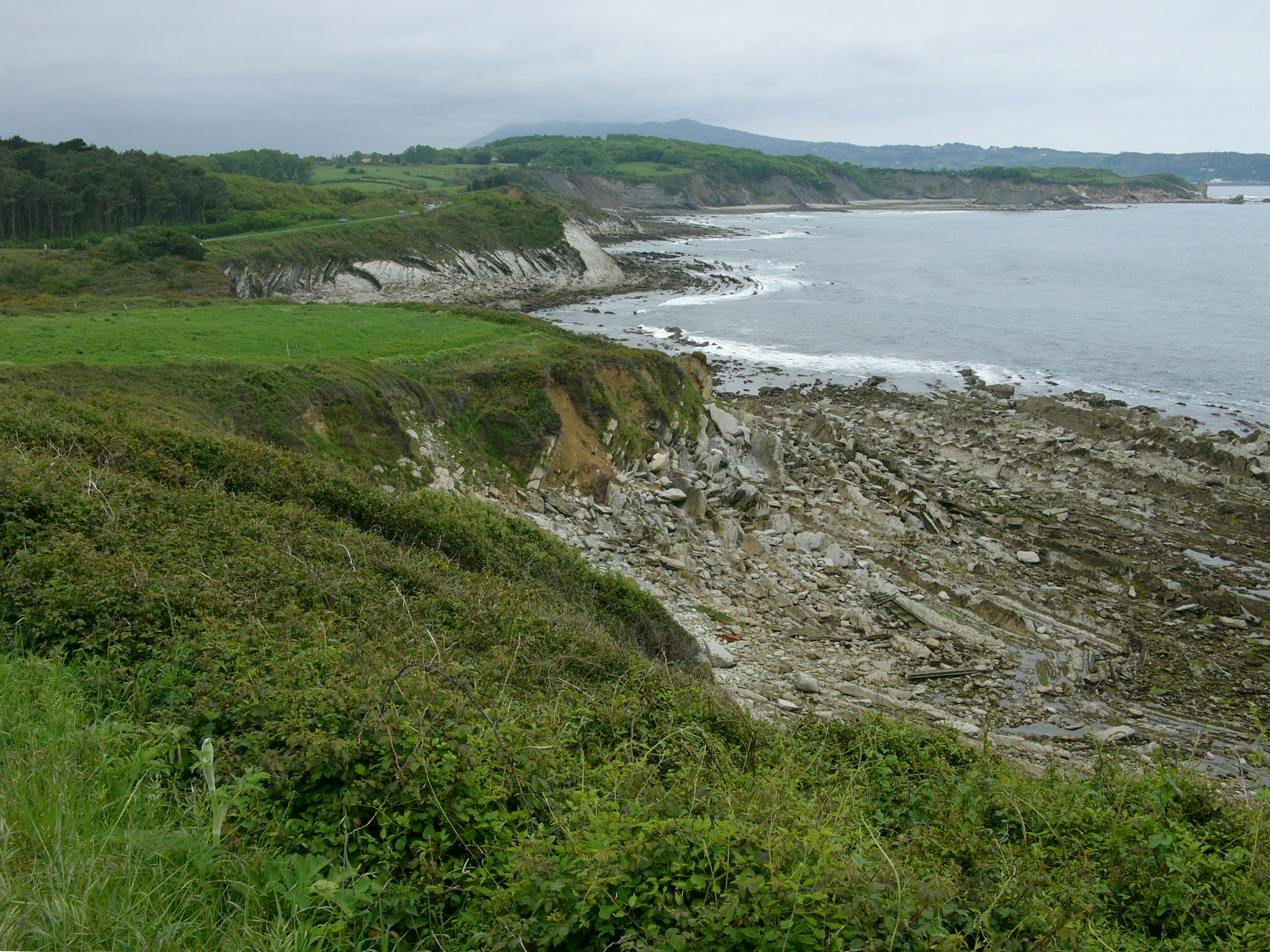
Corniche basque.

L'érosion naturelle détache la corniche laissant derrière elle deux énormes rochers identiques, les Jumeaux hendayais, appelés en basque Dunbarriak (l'un Dunba luzia ou longue et l'autre Dunba zabala ou ample). L'érosion continue son travail et on constate que la corniche s'effrite, pour laisser place dans quelques années à un trio, les trois jumeaux (appelés aussi parfois les Trumeaux).
La commune inclut une partie de l'espace protégé et géré « Abbadia - Corniche basque », acheté par le Conservatoire du Littoral le 22 octobre 1979. D'une surface de 89,835 hectares, cet espace concerne les deux communes d'Hendaye (369 espèces et sous-espèces dénombrées) et d'Urrugne (85 espèces et sous-espèces dénombrées). Il est situé sur le haut des falaises de la pointe Sainte-Anne et du début de la corniche basque.
Hendaye est concerné par quatre zones naturelles d'intérêt écologique, faunistique et floristique (ZNIEFF) :
La ZNIEFF continentale de type 2 du « Mont Choldokogagna, Larroun et fond du bassin de Sare », soit 4 889,29 hectares, concerne les quatre communes d'Ascain, Hendaye, Sare et Urrugne. L'habitat déterminant est composé de landes, fruticées, pelouses et prairies. La fiche INPN liste 258 espèces présentes ;
La ZNIEFF continentale de type 2 de la « baie de Chingoudy » ;
La ZNIEFF continentale de type 1 du « domaine d'Abbadia » ;
La ZNIEFF continentale de type 1 des « îlot et prés salés de la baie de Chingoudy ».
La commune est incluse dans deux zones spéciales de conservation (ZSC), des sites d'intérêt communautaire (SIC) selon la directive Habitat :
la ZSC de la baie de Chingoudy ;
la ZSC du Domaine d'Abbadia et corniche basque.
Elle inclut aussi une zone de protection spéciale (ZPS), un site d'intérêt communautaire (SIC) selon la directive Oiseaux) :
la ZPS de l'estuaire de la Bidassoa et baie de Fontarabie.

## Tourisme et loisirs

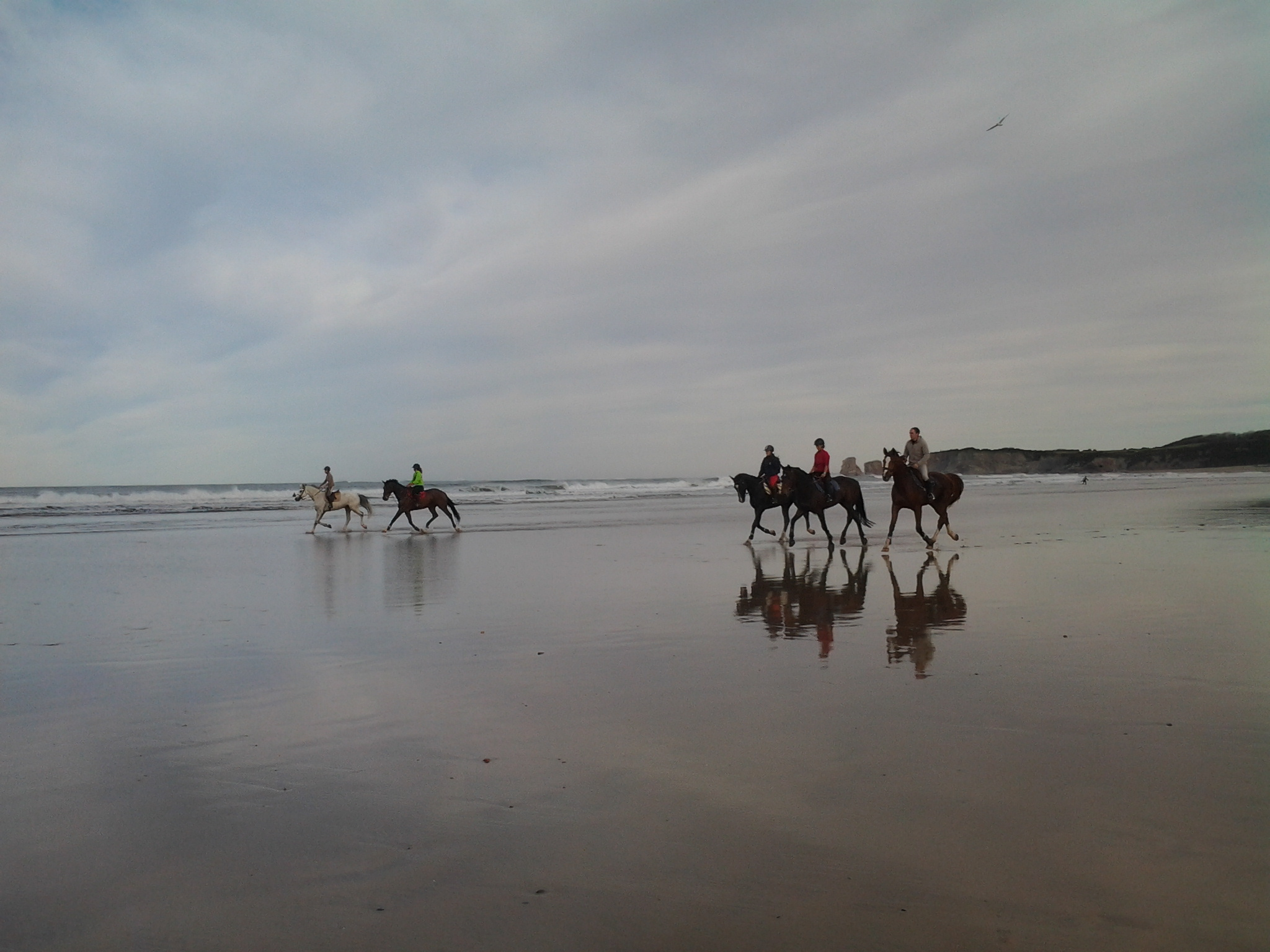
Balades à cheval sur la plage.

### Sports et équipements sportifs

#### Clubs sportifs

##### Basket
- Hendaye Basket-Ball

##### Cyclisme
- Vélo club hendayais FFC et UFOLEP route vtt
- Hendaye fut ville-étape du Tour de France en 1928, 1930 et 1996

##### Football
- Les Églantins : club de football qui a vu les débuts de Bixente Lizarazu en 1977.

##### Rugby à XV
- Le Stade hendayais : club fondé en 1908 et évoluant en Fédérale 2 après un court passage en Élite amateur fédérale 1 (saison 2013-2014).

##### Nautisme
- Centre nautique d'Hendaye[83] : catamaran, dériveur, planche à voile
- C.M.H.T : club de voile et de pêche
- Endaika : club d'aviron. Endaikada est une régate d'aviron de mer qualificative pour le championnat de France d'aviron de mer (fin septembre chaque année).

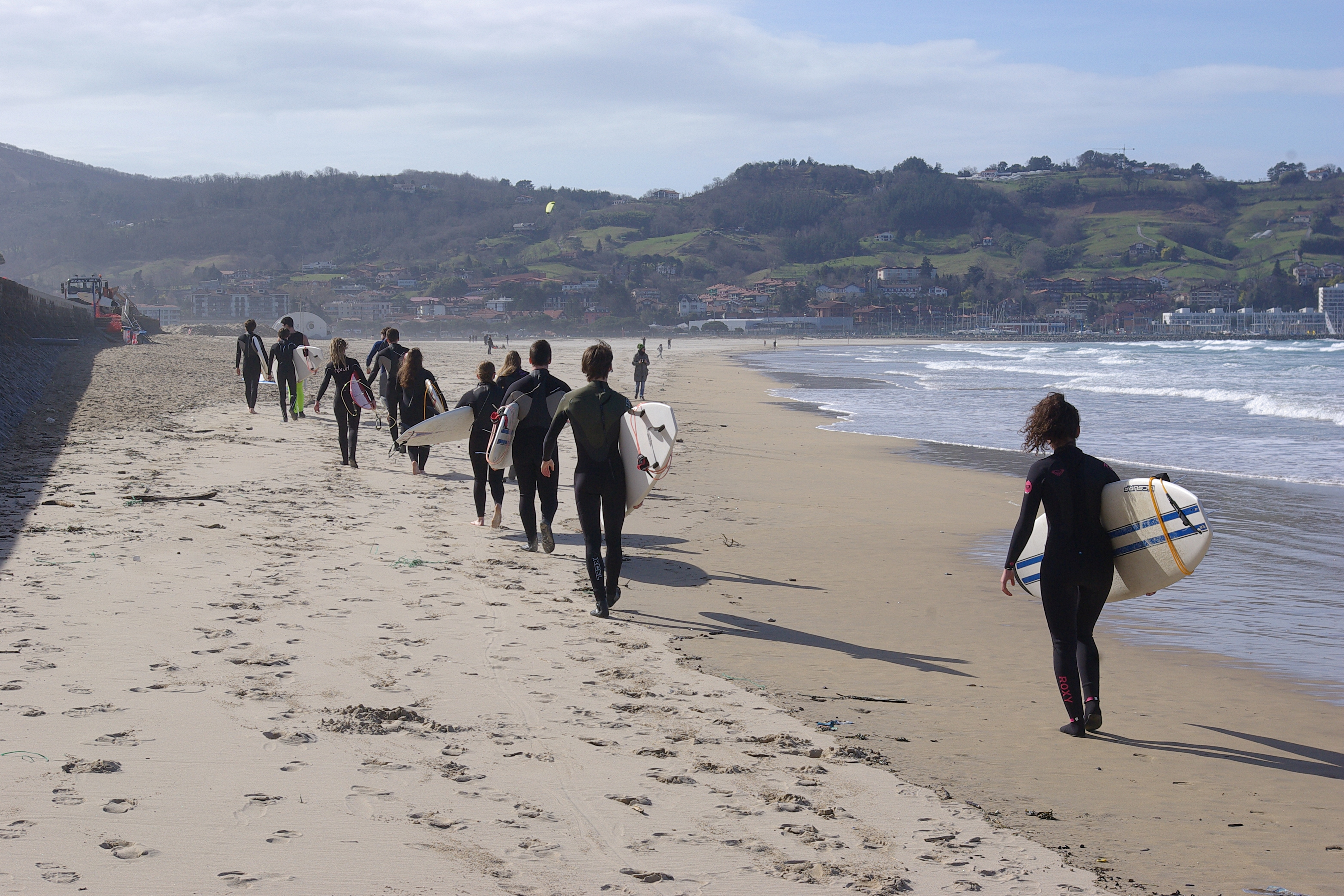
École de surf.

##### Hand ball
- Stade hendayais handball

##### Pelote basque
- Endaiarrak

##### Surf
- Fluid Systeme
- Onaka
- Bidasoa Surf Club

##### Tennis de table
- TT hendayais[84]

##### Voile et pêche
- Y.C.S.I : club de voile et de pêche

#### Équipements sportifs municipaux
- Quartier de la Ville
  - Bike Park de Belcénia
  - Dojo municipal
  - Fronton Gaztelu Zahar (plein air)
  - Gymnase d'Irandatz
  - Piscine municipale d'Irandatz
  - Salle Daniel Ugarte (mur à gauche)
  - Skatepark de Belcénia
  - Stade de football Bixente Lizarazu
  - Terrain multisports d'Orio
  - Trinquet Trinketa
- Quartier de la Plage
  - Stade Ondarraitz
  - Courts de tennis
  - Terrain multisports

## Personnalités liées à la commune

### Nées auXVIesiècle
- Martin Guerre, né vers 1524 à Hendaye, est un paysan français du XVIe siècle. Plusieurs années après avoir quitté sa famille, un imposteur prit sa place et vécut avec la femme de Martin et son fils. Après un procès, durant lequel le vrai Martin Guerre réapparut, l'imposteur fut démasqué et exécuté ;

### Nées auXVIIesiècle
- Joannis de Suhigaraychipy, né vers 1643 à Hendaye et décédé en 1694 à Terre-Neuve, est un marin et corsaire français ;

### Nées auXVIIIesiècle
- Étienne Pellot, né en 1765 à Hendaye et décédé en 1856 à Hendaye, est un corsaire français ;
- Joachim Labrouche, né en 1769 à Hendaye et décédé en 1853 à Saint-Jean-de-Luz, est un homme politique ;

### Nées auXIXesiècle
- Antoine d'Abbadie d'Arrast (1810-1897) est, entre autres, un explorateur, géographe, archéologue, et astronome, a été maire d'Hendaye et y a vécu. Le château d'Abbadia en témoigne.
- Pierre Loti, né à Rochefort en 1850 et décédé en 1923 à Hendaye, est un écrivain français ;

### Nées auXXesiècle
- Général Michel Fourquet (1914-1992). D'une vieille famille hendayaise, héros de la Résistance dans les Forces aériennes françaises libres sous le pseudo de « Gorri », il commandera plus tard, en Algérie, l'aviation qui s'opposera au putsch des généraux et deviendra chef d'état-major des Armées. Couvert de décorations françaises, britanniques et américaines, Compagnon de la Libération et grand-croix de la Légion d'honneur ;
- Michel Sorondo, né en 1919 à Hendaye et décédé en 1976 à Montauban, est un joueur français de rugby à XV ayant évolué en sélection nationale, au Stade hendayais, à la Section paloise et à l’US Montauban ;
- Maurice Jouvet (es), acteur
- Robert Basauri, né en 1934 à Hendaye, est un joueur français de rugby à XV, qui a joué avec l'équipe de France et le Sporting club albigeois ;
- Jean-Michel Esponda, né en 1943 à Hendaye, est un joueur de rugby à XV qui a joué avec l'équipe de France et à l'USA Perpignan ;
- Bixente Lizarazu, footballeur international français évoluant au poste d'arrière gauche entre 1988 et 2006[85] ;
- Pauline Ado est une surfeuse née en 1991 à Hendaye, où elle a commencé à surfer et vit encore. En 2009, elle a remporté le championnat du Monde junior ;
- Coqueline Courrèges, cofondatrice de Courrèges.

## Galerie de photos

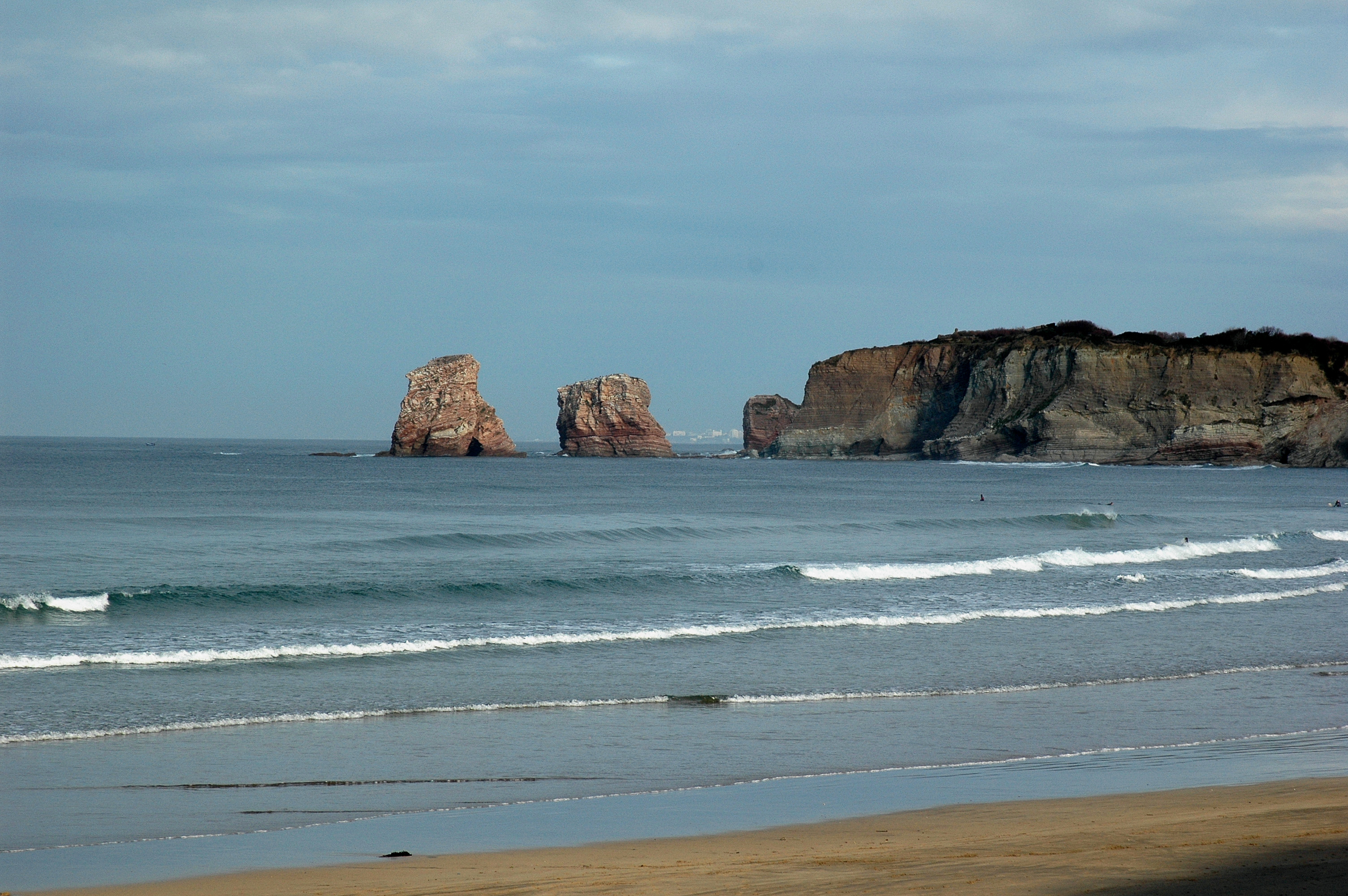
Les Jumeaux.
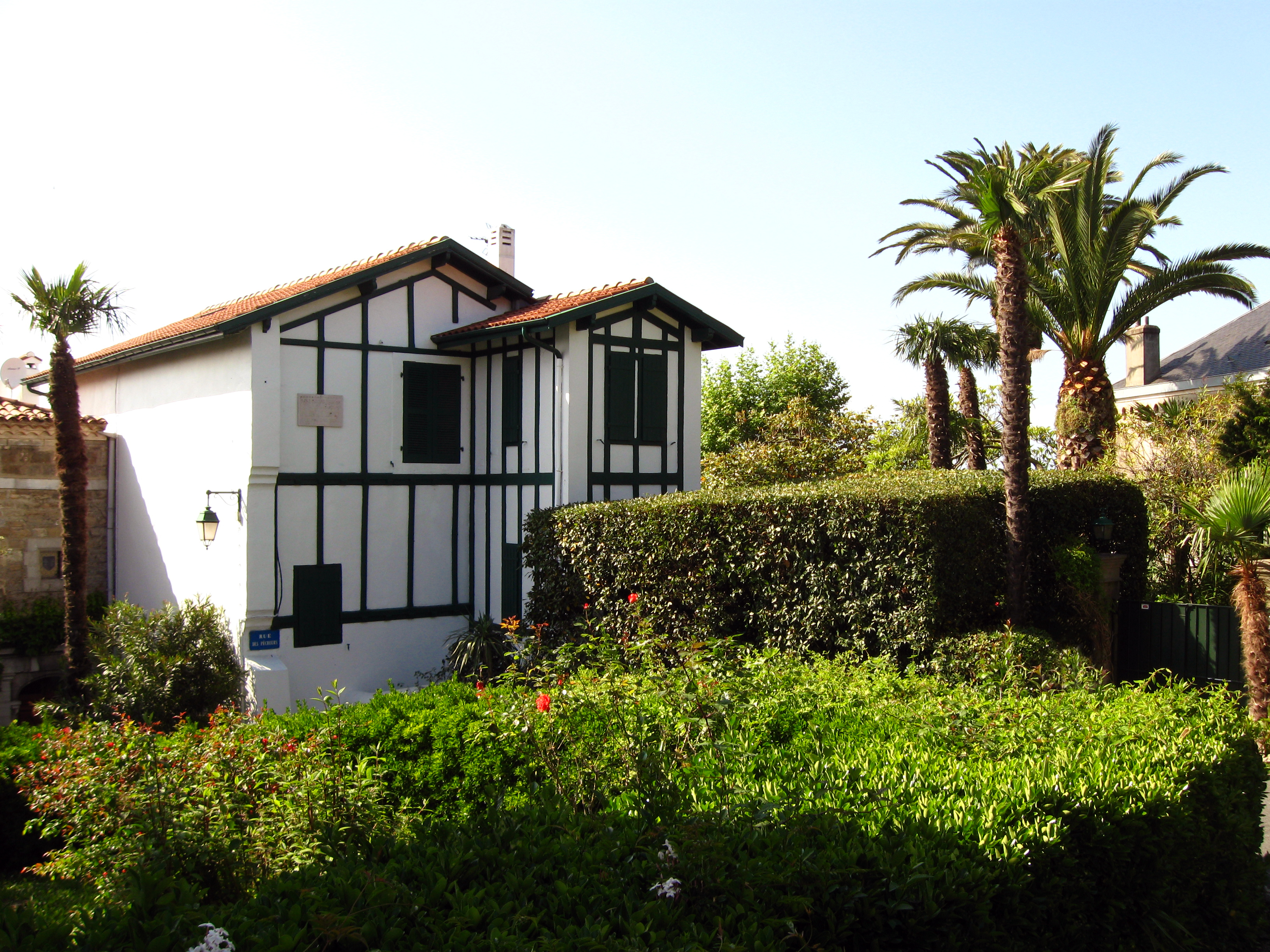
Villa Bakhar Etchea, maison de Pierre Loti, rue des Pêcheurs.
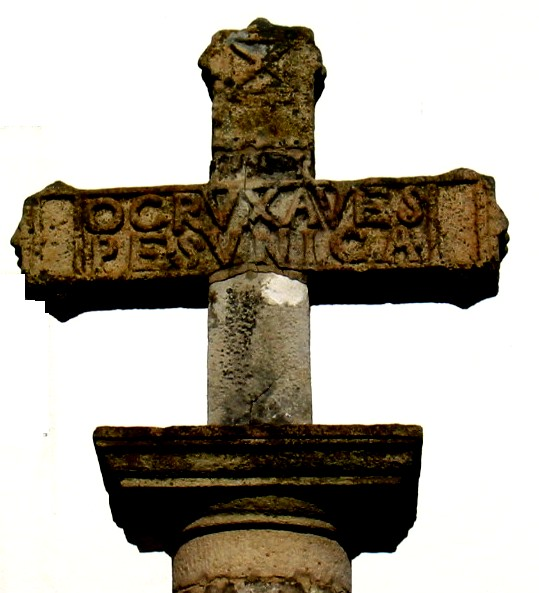
Détail de la croix cyclique.
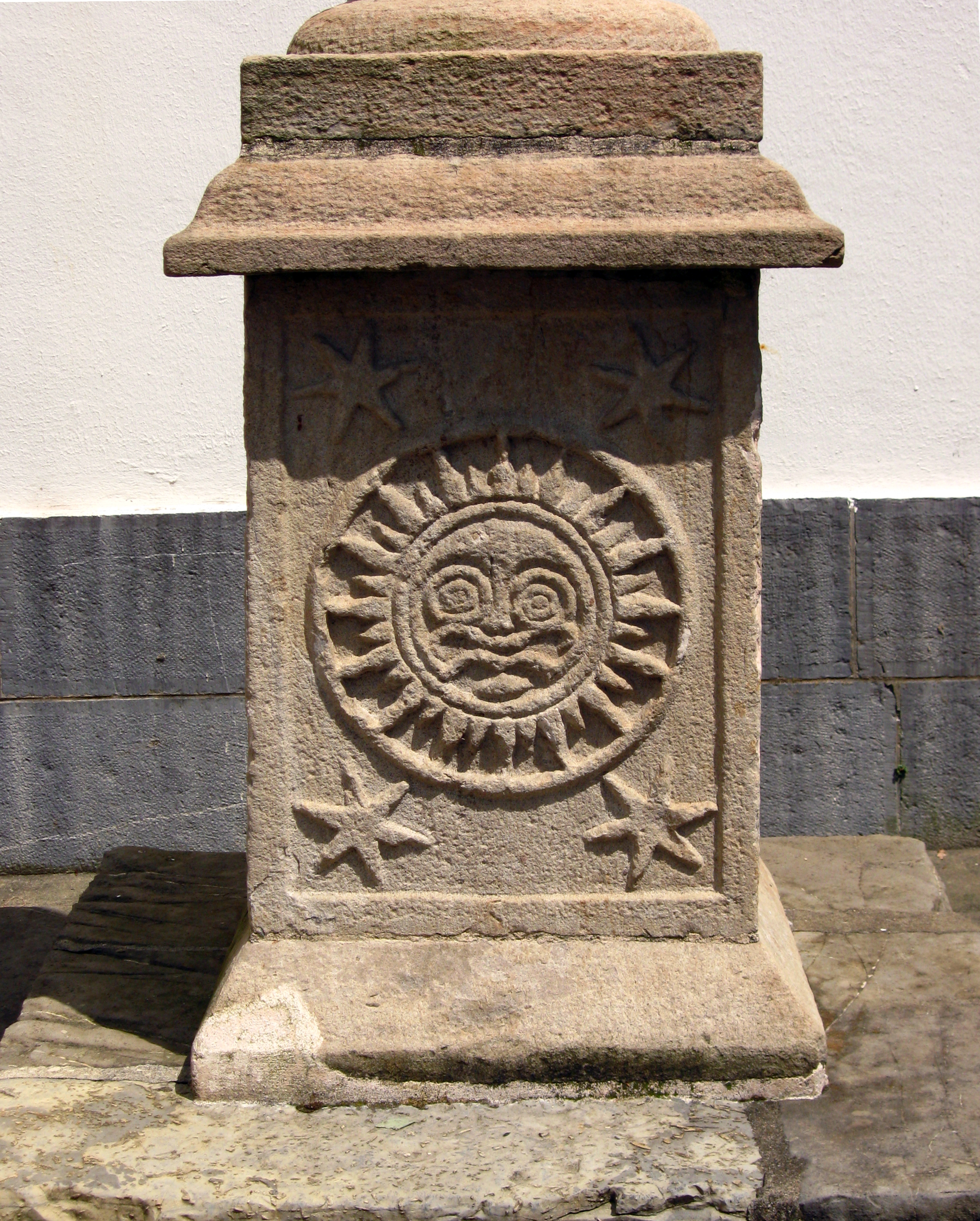
Une des faces du socle de la croix cyclique.
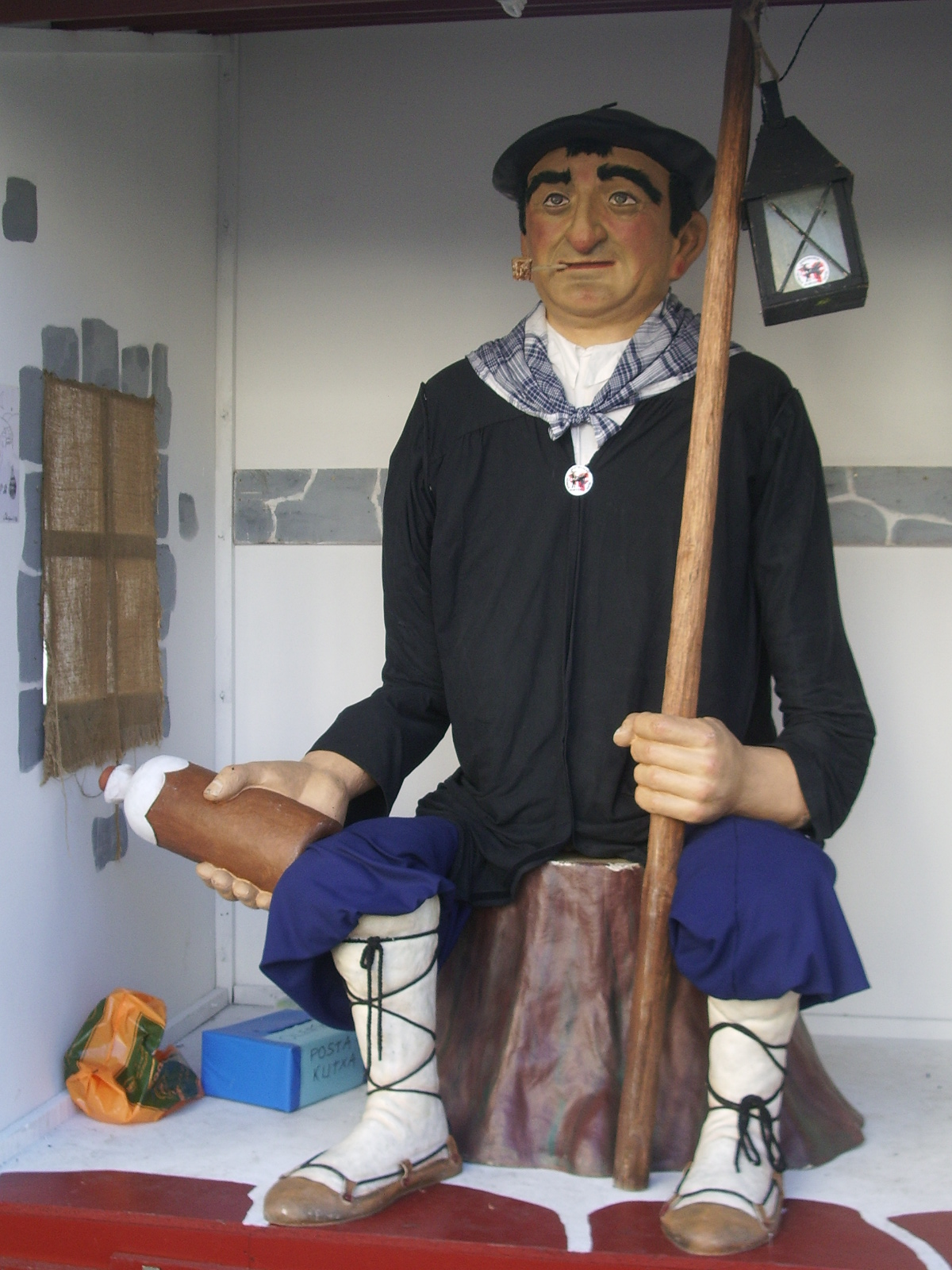
Olentzero.
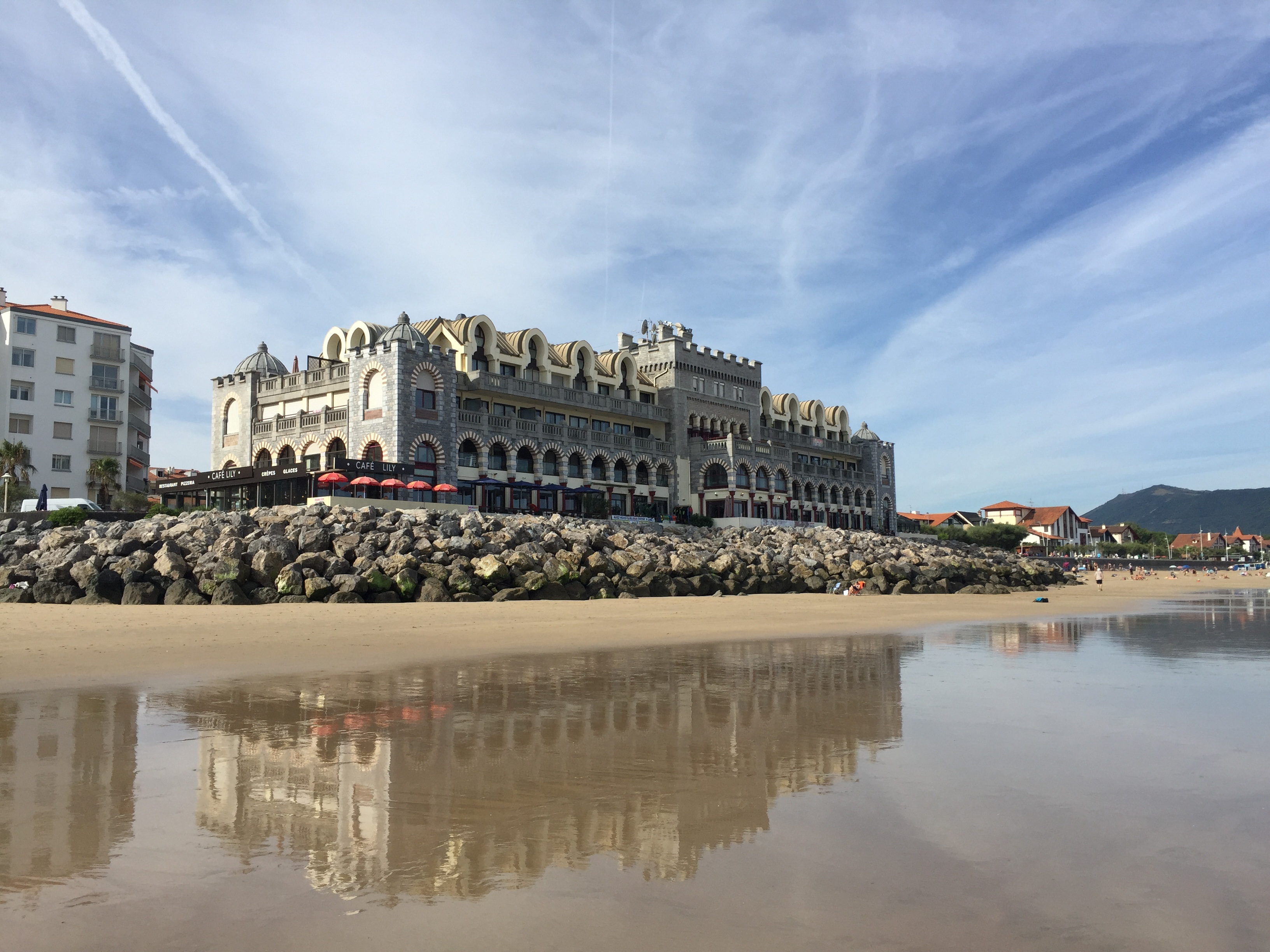
ancien casino
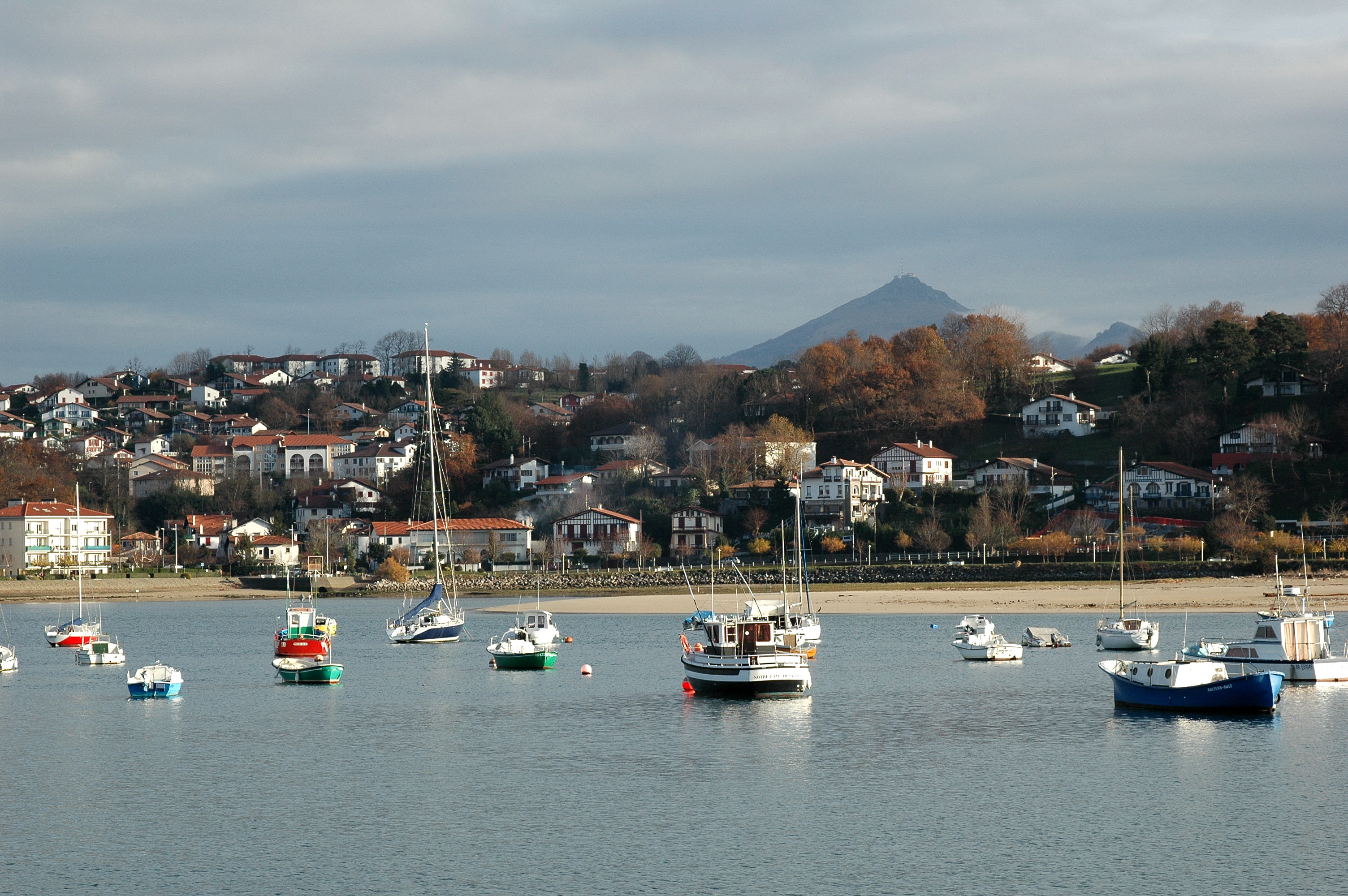
Port Rhune
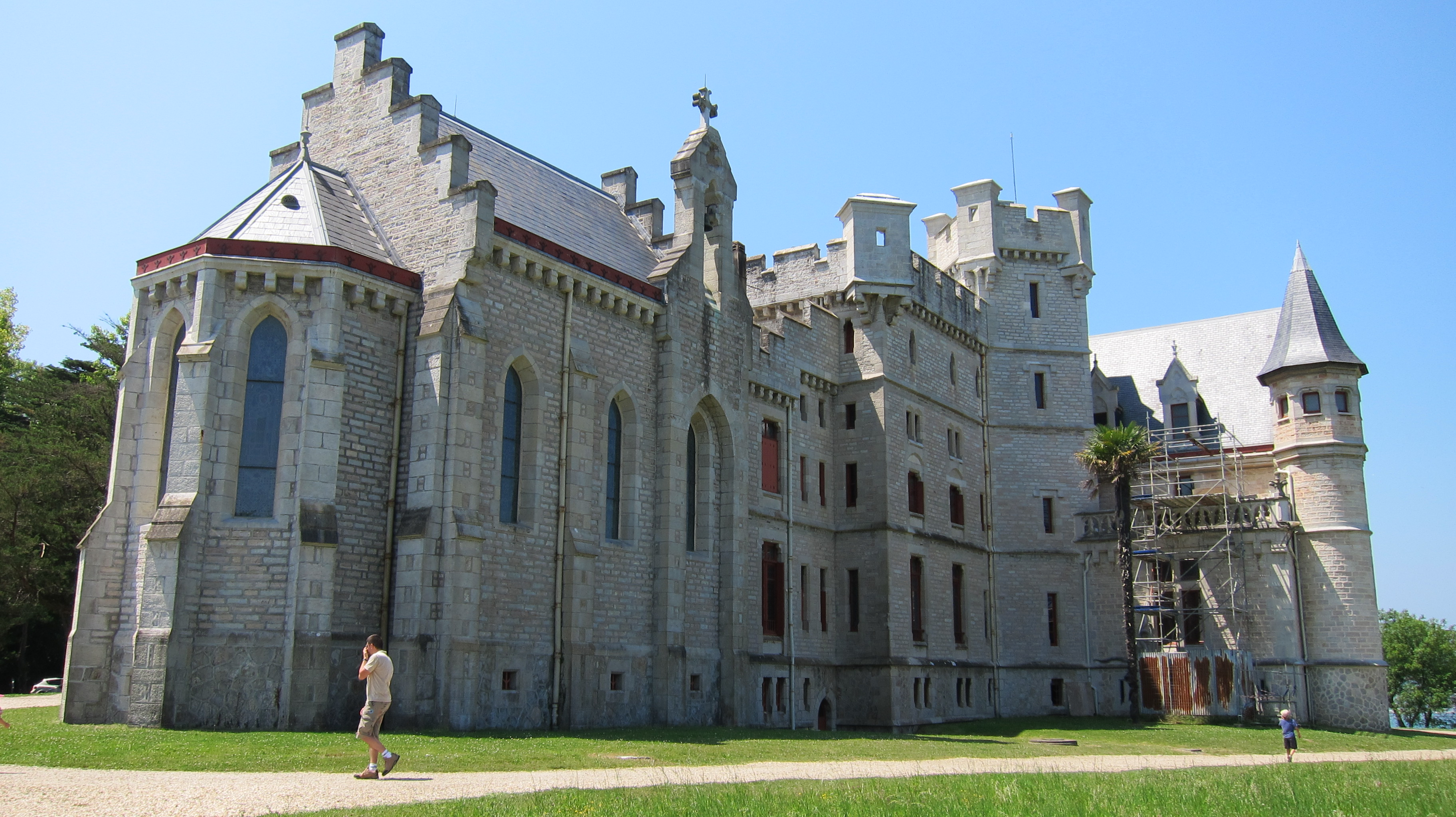
château d'Abbadia
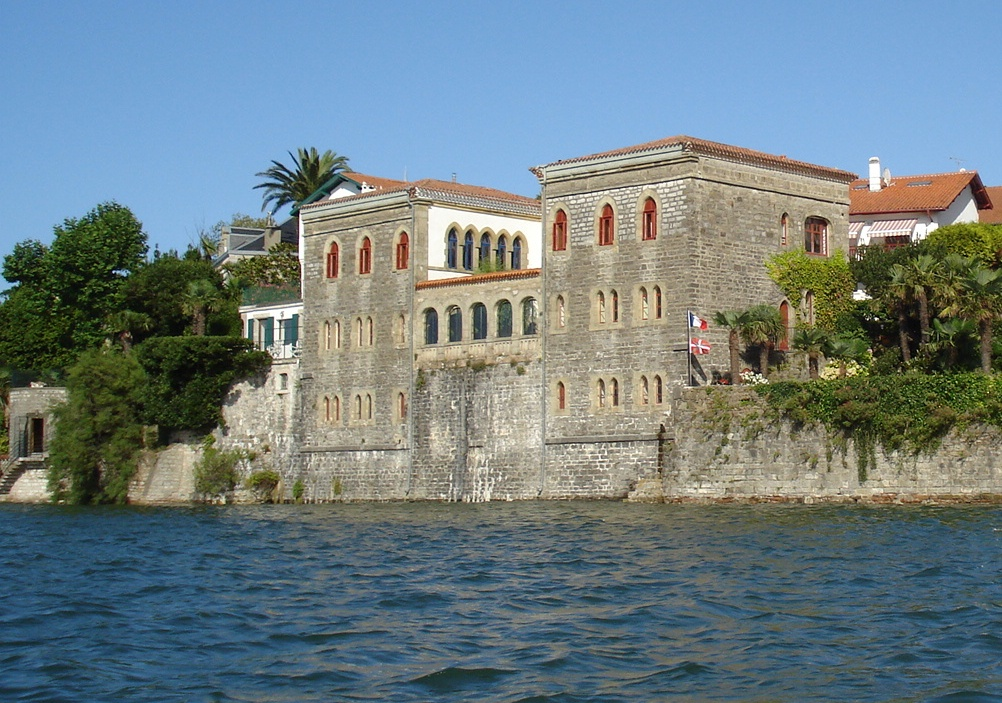
La villa Mauresque
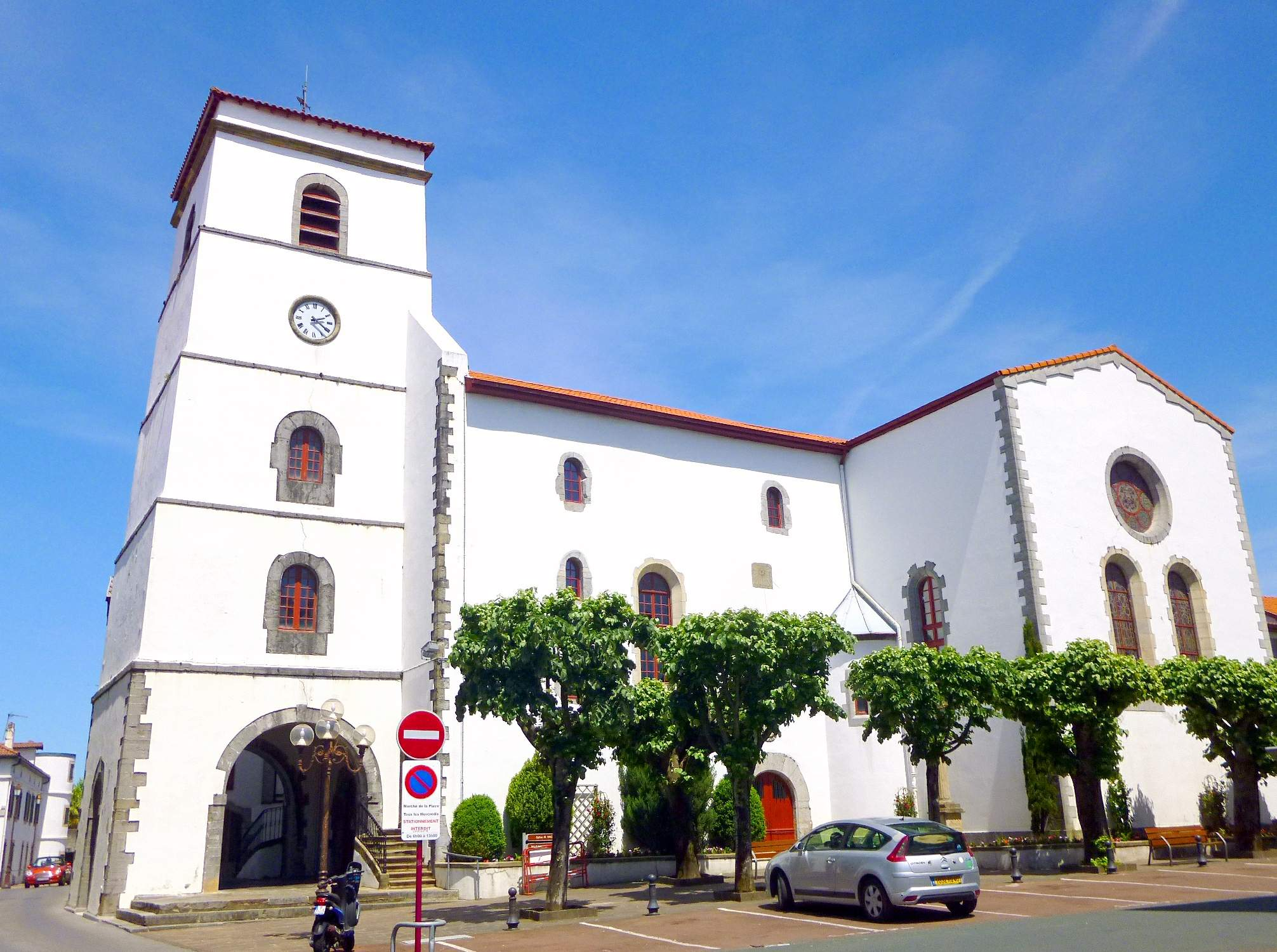
église St Vincent
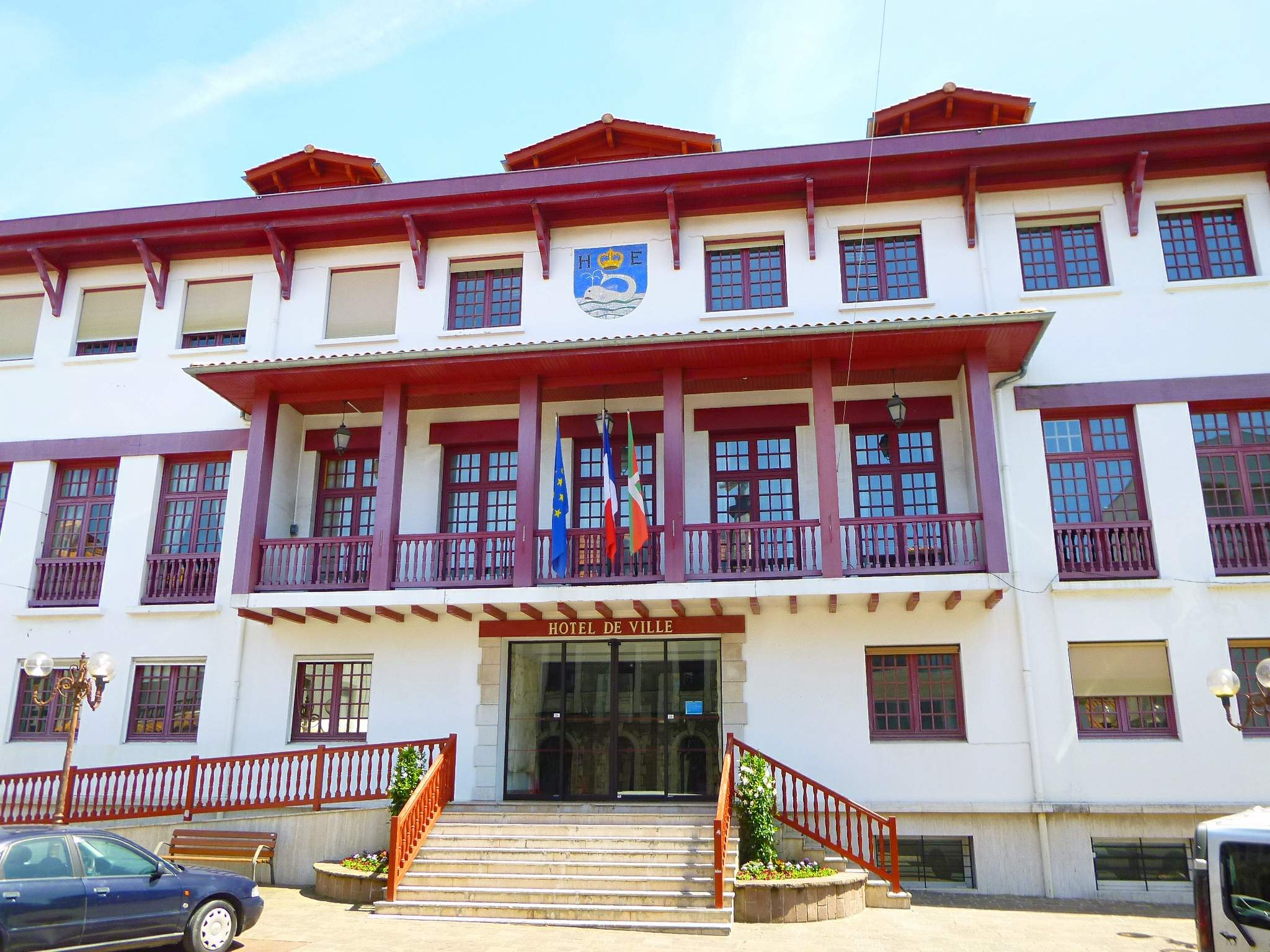
Hôtel de Ville
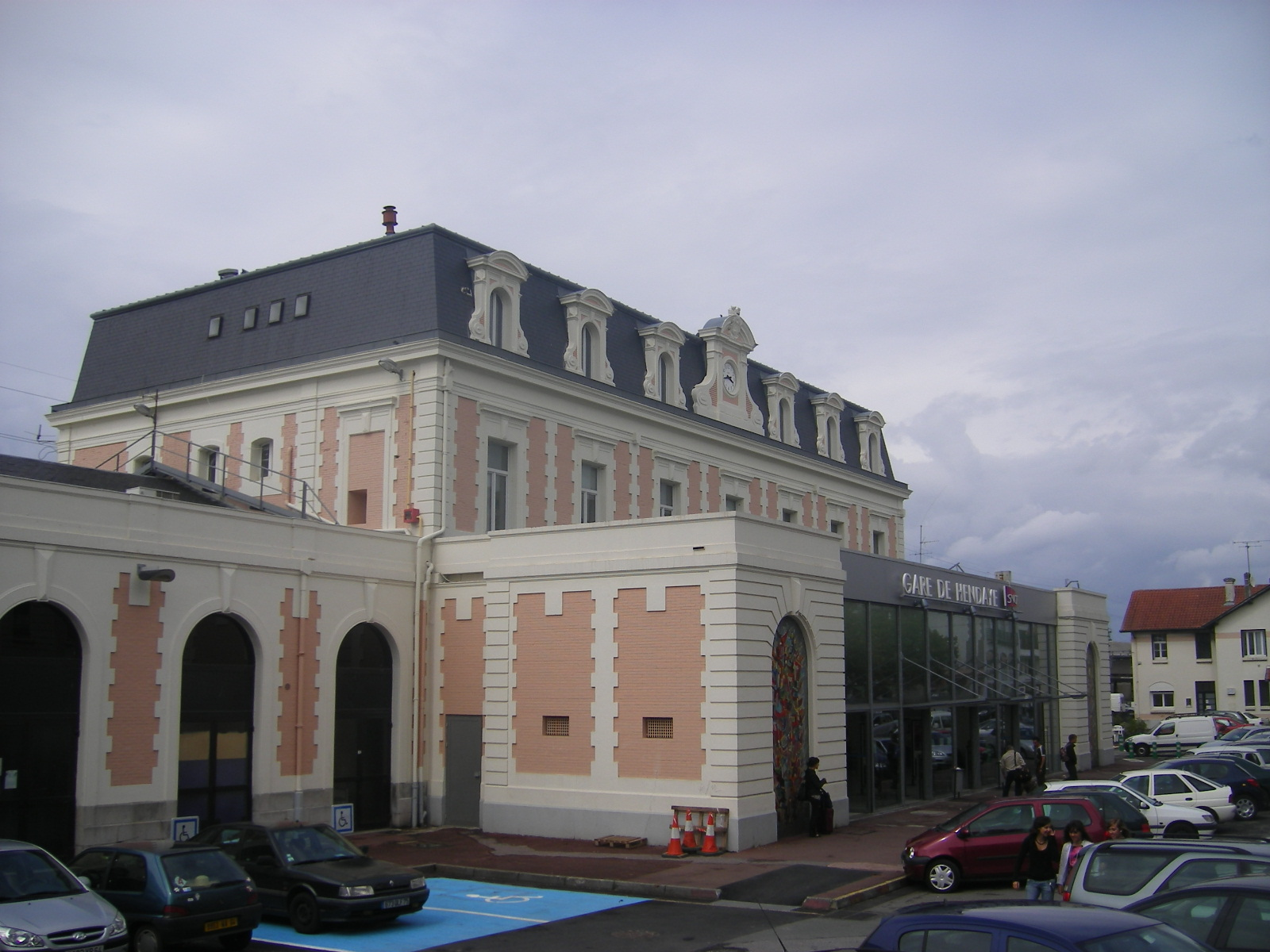
La gare